# Filosofía rusa

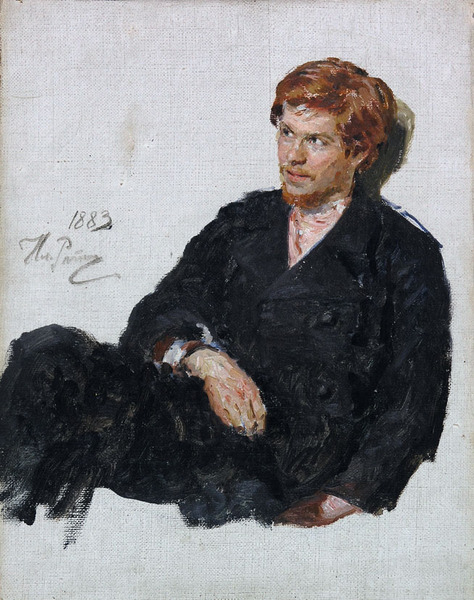
Retrato de un estudiante nihilista de Iliá Repin. En la Rusia de la década de 1860, los «nihilistas» eran una nueva generación de intelectuales muy críticos con la religión, las instituciones y las tradiciones, incluidas las filosóficas.

La filosofía rusa es una orientación histórica de la filosofía asociada a la cultura rusa. El adjetivo «rusa» se refiere no tanto a su pertenencia territorial a Rusia sino a la pertenencia cultural, a su civilización y a algunas de sus tradiciones intelectuales o religiosas. En el contexto de la Rusia de los siglo XIX y XX, también se refiere a ciertos intentos de resolver cuestiones filosóficas clásicas, hasta entonces abordadas principalmente en Occidente, pero en un contexto de cultura rusa y en lengua rusa. Vladímir Soloviov, pensador religioso de finales del siglo XIX, a menudo se le considera el primer exponente pleno de la filosofía rusa, aunque su contemporáneo Alexéi Kozlov también puede considerarse plenamente filosófico.
El proceso mediante el cual se constituyó la filosofía rusa difiere significativamente del que caracteriza el desarrollo de la filosofía en Occidente. Sus orígenes se encuentran en el cruce de dos grandes corrientes intelectuales: la tradición oriental-bizantina y el pensamiento occidental moderno. A partir de la segunda mitad del siglo XVIII, cuando aparece como disciplina académica, la filosofía rusa ha oscilado entre el enfoque existencial (subjetivo y práctico) de la tradición oriental y la especulación teórica occidental. Ha estado marcada por una fuerte tendencia hacia el irracionalismo, el romanticismo y la reflexión religiosa, moral, política y estética.
Desde los años veinte y hasta los cincuenta, el pensamiento filosófico ruso se desarrolló principalmente en Occidente, particularmente en Berlín, Praga, París y Londres, donde muchos intelectuales rusos se refugiaron tras su expulsión por el régimen soviético. Predominaron las cuestiones religiosas y de identidad, muy inspiradas en las reflexiones de Soloviev. En Europa occidental, los filósofos rusos contribuyeron en gran medida a la crítica de la idea de ratio, de conocimiento abstracto, que oponían a la de logos o intuición como medio superior de captar la existencia. También desempeñaron un papel importante en el movimiento reactivo antimoderno en Alemania y Francia, mientras que en Rusia prevalecía la ideología marxista.

## Contornos, definición

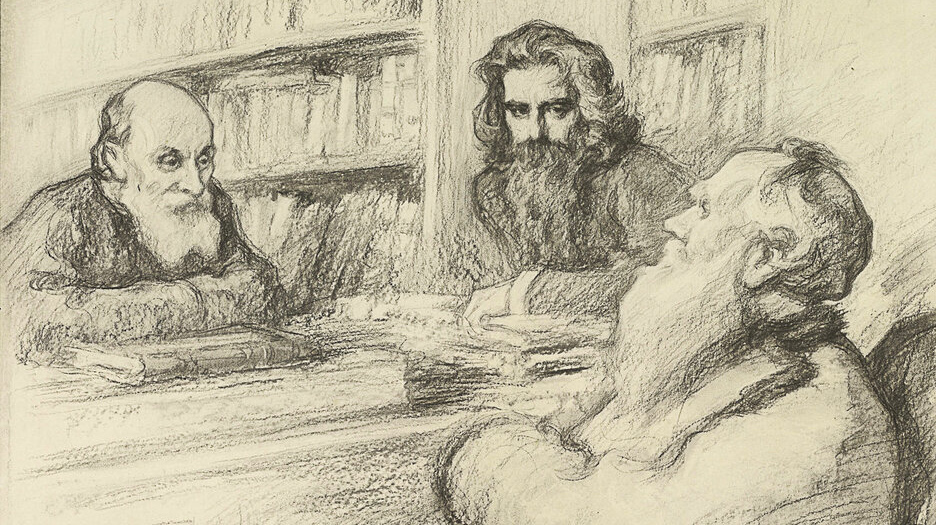
EL «filósofos rusos» Nikolái Fiódorov, Vladímir Soloviov y León Tolstói (de izquierda a derecha) en un dibujo de 1903.

Históricamente, la filosofía rusa nunca ha consistido en una reflexión sistemática y autónoma encaminada al desarrollo de un sistema de tesis acabado. Hasta la llegada del marxismo como única filosofía oficial del país, generalmente se consideraba una propedéutica de la teología. La teología rusa en sí misma no consistió, contrariamente a lo que sucedió a menudo en Occidente, en un conjunto de tesis catafáticas o positivas, tendientes a dar a conocer la naturaleza de Dios, sino en un enfoque apofático o negativo, dirigido en particular a unirse con el Inexpresable a través de la oración, el ascetismo y otras prácticas religiosas. La filosofía rusa ha adquirido así una dimensión religiosa que hace difícil distinguirla de la religión y que le confiere un carácter menos teórico o especulativo que la filosofía occidental moderna.
Por lo tanto, la filosofía rusa ha conservado durante mucho tiempo un carácter no académico, al igual que la teología ortodoxa. No constituía el dominio de los filósofos «profesionales», sino el de los teólogos ortodoxos, que estaban menos inclinados que los teólogos occidentales a la comprensión lógica de lo divino y, por tanto, a la racionalidad filosófica. La expresión de «filosofía académica», a veces aplicada en la literatura a autores de finales del siglo XVIII y de la primera mitad del siglo XIX, no significa reflexión sistemática «profesional», sino que se refiere a una serie de cuestiones abordadas dentro de los muros de las academias y seminarios rusos. Los clásicos posteriores de la filosofía rusa, como Semión Frank o Nikolái Berdiáyev, tampoco se veían a sí mismos como filósofos, sino más bien como pensadores religiosos.
Las bellas letras son también un aspecto muy importante de la filosofía rusa, hasta el punto de que a menudo resulta difícil distinguir entre literatura y filosofía rusas. Por lo tanto, se consideran las grandes novelas de Fiódor Dostoyevski no sólo como obras maestras de la literatura mundial, sino también como notables tratados existenciales. En mayor o menor medida la expresión literaria es esencial en la medida en que permite responder tanto a la preocupación de la filosofía rusa por liberarse de la sistematización como a sus aspiraciones estéticas. De hecho, la estética es una característica notable de esta filosofía que se remonta a sus orígenes. Además, una forma de irracionalismo asociada con cierto subjetivismo prohíbe con frecuencia a los filósofos rusos desarrollar argumentos precisos y tratados impersonales que apunten a la objetividad. Esta dimensión «emocional» de sus escritos presenta sin embargo, para ellos la ventaja de poder alcanzar aspectos de la existencia considerados inaccesibles al razonamiento o no objetivables.

## Rasgos característicos

### Visión general
La filosofía rusa propiamente dicha, tal como apareció en el siglo XIX, presenta nueve características principales:
1. un carácter no académico y no sistemático;
2. una orientación existencial, moral y práctica;
3. una especial atención a la estética;
4. una valorización de la forma literaria;
5. un estrecho vínculo con el cristianismo ortodoxo, dándole una dimensión profundamente religiosa;
6. la influencia del platonismo y el idealismo alemán;
7. la idea de comunidad espiritual, asumiendo la unión de todos los seres en el ser divino;
8. una interpretación del conocimiento como una experiencia directa de la realidad;
9. un cuestionamiento filosófico de la identidad nacional que se resume en la noción de la «Idea Rusa».

Ninguna de estas características es en sí misma específica de la filosofía rusa, pero juntas componen un panorama general del pensamiento filosófico en Rusia. También permiten compararla con otras tradiciones filosóficas similares, como la filosofía romántica alemana.

### Un enfoque esencialmente religioso y moral de la existencia

#### Ortodoxia cristiana y misticismo

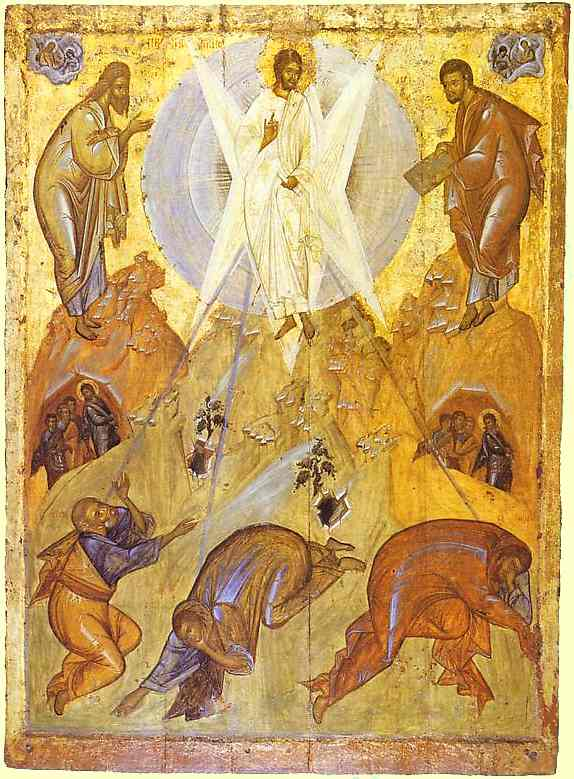
Icono de Pereslavl-Zalessky (c. 1403) que representa la transfiguración de Cristo. En el cristianismo ortodoxo, el tema fundamental de la transfiguración suele asociarse al de la luz divina y el Logos.

La religión ortodoxa desempeñó un papel fundamental en la formación de la cultura filosófica rusa. Sólo ella proporcionó, hasta el siglo XVIII, una concepción del mundo, una filosofía del hombre y una moral, derivadas de la religión cristiana. La recepción del cristianismo en Rusia se produjo sobre todo a nivel artístico y estético. Según las crónicas antiguas, fue la belleza de la liturgia y de las iglesias lo que, en 988, llevó al príncipe Vladimir el Grande a recibir el bautismo en el rito bizantino en lugar del romano, y a convertir así la Rus de Kiev al cristianismo ortodoxo. La belleza es entonces considerada como argumento y testimonio de la existencia misma de Dios. Es con esta tendencia estética y mística que se desarrolló una «metafísica de la luz», donde la luz espiritual, sinónimo de santidad, verdad y virtud, se muestra materialmente mediante iconos y se describe pictóricamente mediante medios literarios. El problema de la belleza, entendido no sólo como una cuestión estética sino también ética y metafísica, sería luego desarrollado por casi todos los pensadores rusos del siglo XIX y de la Edad de Plata, bajo la influencia de su cultura ortodoxa.
La mística medieval de la belleza y la luz justifica una forma de ascetismo que no consiste en rechazar el mundo y despreciar la carne sino en suscitar una visión tan deslumbrante de la verdad y la belleza celestiales que su resplandor hace irrefutable y evidente la naturaleza «falsa» y limitante del mundo, percibida como una «prisión» de la cual el alma humana debe liberarse. La «liberación de la mentira de la vida» constituyó el tema principal de la literatura rusa entre los siglos XII y XIV, y encontró un eco importante en toda la filosofía rusa. La idea de que la salvación de la humanidad llegará cuando la luz se extienda por el mundo es realmente significativa. A este tema se suma el de la libertad de las enseñanzas de Dios, constatado ya en el siglo X por Hilarión de Kiev quien, en su Homilía sobre la ley y la gracia, compara el Antiguo y el Nuevo Testamento, opinando que el primero establece leyes y exige una obediencia absoluta, como la de un esclavo, mientras que el segundo pide una adopción libre del Apocalipsis. Esta valorización de la libertad sigue siendo la marca de la ortodoxia rusa, y será acentuada por varios filósofos religiosos de la Edad de Plata, en particular por Simeón Frank, Nikolái Berdiáyev y aún más por Lev Shestov.
En este contexto ortodoxo y místico, la filosofía rusa se caracteriza por una tensión entre la realización del ideal del Logos, como meditación «sapiencial» y religiosa, y la ratio moderna y europea, que es una búsqueda especulativa. Nikolái Berdiáyev resume esta tensión describiendo la ratio como una «pequeña» razón, limitada y discursiva, mientras que el Logos se describe como una «gran» razón, dotada de una naturaleza mística, intuitiva y capaz de percibir a Dios. Con esta gran razón, calificada también de orgánica, «la realidad se da directamente, así como la forma de unirse a ella en una vida integral del espíritu». Así entendido, el Logos permite que el conocimiento de las verdades coincida con la conciencia moral, el pensamiento con la vida espiritual, en un «todo del espíritu» al que se refieren las nociones de «espíritu integral», de «unitotalidad» o de «conciliaridad» (sobornost). La idea de un orden justo es central para esta forma de Logos, presentándose el cristianismo ortodoxo como la forma más justa o recta (orthós) del cristianismo.

#### Platonismo cristiano e idealismo religioso
El desarrollo histórico de la filosofía rusa es inseparable del papel desempeñado en ella por el platonismo y el neoplatonismo. Entendido en el sentido amplio de una aspiración a trascender el mundo sensible a través de la actividad de la mente, entendida a su vez como Logos, el platonismo fue adoptado en Rusia mucho antes de que las obras filosóficas de Platón fueran introducidas en su corpus filosófico en el siglo XVIII. La recepción dada a las tradiciones surgidas del platonismo es un rasgo distintivo del pensamiento filosófico ruso, no sólo en lo que respecta a la teoría platónica de las Ideas, sino también por los estrechos vínculos que mantiene con el idealismo en general, con el realismo en la disputa sobre los  universales, con el apriorismo en la teoría del conocimiento, y con el espiritismo y la teología en las cuestiones ontológicas. Fue bajo influencias bizantinas y búlgaras que la cultura rusa entró en contacto por primera vez con las ideas de Platón, a partir de la cristianización de la Rus de Kiev alrededor del año 1000. El platonismo se presta entonces perfectamente a las necesidades de la cristianización e incluso permite establecer los fundamentos de la dogmática cristiana.
A principios del siglo XIX, tras la introducción en Rusia de las obras de Platón, la filosofía platónica tomó un giro más académico, y despertó un gran interés entre los intelectuales, basado en la convicción de que, dado que la teología católica estaba subordinada a la filosofía aristotélica, el platonismo podía servir de base para la especulaciones filosóficas del cristianismo ortodoxo. La difusión de las ideas del platonismo se vio luego reforzada por el amplio eco que encontró la filosofía de Schelling. Tenían en particular la teoría del «alma del mundo», que resolvía la tradicional oposición entre lo real y lo ideal, la naturaleza y el espíritu, el sujeto y el objeto. Los pensadores rusos se volvieron entonces, a mediados del siglo XIX, hacia las demás doctrinas del idealismo alemán, en particular la de Hegel, que acogieron plenamente, viendo en ella la expresión de las aspiraciones religiosas de la humanidad. La máxima hegeliana: «El objeto de la filosofía es idéntico al objeto de la religión», correspondía perfectamente a su enfoque filosófico teñido de religiosidad cristiana, y los pensadores eslavófilos consideraban incluso que una de las primeras misiones de la filosofía rusa era recordar esta verdad olvidada por el pensamiento occidental.
Desde finales del siglo XIX, las tesis platónicas e idealistas de Vladímir Soloviov ejercieron una influencia en la filosofía religiosa posterior y en la filosofía del simbolismo ruso. En su versión cristianizada, el platonismo fue una parte integral de la filosofía de Pável Florenski y Simeón Frank, siendo este último a veces llamado el último representante del neoplatonismo ruso. La obra de Alexei Losev también puede considerarse un desarrollo contemporáneo del platonismo. Según una de sus ya famosas fórmulas, el propio régimen soviético se mantuvo «sólo gracias a las ideas platónicas presentes en el pueblo ruso». Para Teresa Obolevitch, la recepción misma del marxismo en Rusia sólo fue posible gracias al platonismo religioso presente en el pensamiento de la intelligentsia rusa.

#### Sobornost

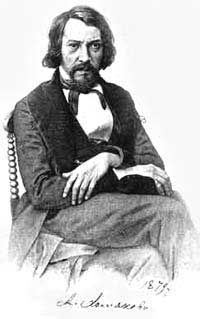
Para el pensador eslavófilo Alexéi Jomiakov, la Iglesia ortodoxa tiene la ventaja sobre otras Iglesias de combinar «orgánicamente» la libertad de pensamiento y la unidad en la fe.

La sobornost, o «comunidad espiritual», es una noción esencial de la filosofía religiosa rusa que se extrae de la tradición teológica del cristianismo oriental. Esta tradición está marcada por una visión «holística» o totalizadora del mundo, el hombre y Dios. En esta perspectiva holística, el principio propuesto por la sobornost es el de la unidad orgánica de Dios y el hombre, o de todos los seres en el ser divino. Esto se traduce a nivel histórico en una aspiración al colectivismo religioso, que supuestamente se opone tanto al autoritarismo como al individualismo presentes en las sociedades occidentales. Esta aspiración colectivista y religiosa recorre toda la historia de la filosofía rusa, incluida la política. Nos anima a ver la nación rusa no sólo como una sociedad, sino como una comunidad con esencia propia, vinculada a un principio superior (Dios o la Justicia), y cuya misión espiritual tiene un alcance universal.
La sobornost puede concebirse en varios niveles:
- a nivel antropológico corresponde al concepto de «divino-humanidad» introducido en el léxico filosófico por Vladímir Soloviov;
- en términos de cosmología toma la forma del cosmismo, una corriente de pensamiento futurista difundida a partir de las tesis de Nikolái Fiódorov por Konstantín Tsiolkovski, entre otros;
- aplicado a la ontología recibe el nombre de «unitotalidad», también presentado por Soloviov;
- a nivel epistemológico expresa la primacía del ser verdaderamente existente sobre el conocimiento del ser, lo que la filosofía rusa ha llamado «ontologismo» o «intuitivismo».

Fue el pensador eslavófilo Alexéi Jomiakov quien desarrolló por primera vez el concepto a mediados del siglo XIX. El término está vinculado etimológicamente a la palabra «sobor» que, según Khomiakov, expresa en lenguaje eclesiástico la idea de «unidad en la multiplicidad». Para él, la Iglesia ortodoxa, al combinar orgánicamente los dos principios de libertad y unidad, se opone a la Iglesia católica donde domina el principio de autoridad, mediante el cual se logra la unidad sin libertad, y a la Iglesia protestante donde la libertad existe sin unidad. Siguiendo a Jomiakov, la idea de sobornost se convierte en la idea fundamental de todo el eslavofilismo. Encontramos su equivalente secular más preciso en el concepto de solidaridad, desarrollado principalmente por Sergei Levitsky en el siglo XX, pero ya presente en el populismo y el socialismo rusos. Permite concebir una jerarquía en la ayuda y la cooperación mutuas que va desde la unidad familiar hasta una que abarca a toda la humanidad.

### El rechazo de la epistemología y el papel otorgado a la intuición
La filosofía rusa tiene un carácter claramente intuicionista: el hombre puede acceder a la verdad sobre el mundo sin razonar y captarla directa e intuitivamente. Gracias a la intuición, se puede ir más allá de los límites impuestos por los sentidos y liberarse de las especulaciones inciertas de una comprensión aislada de la realidad viva. Esto es particularmente cierto en la filosofía religiosa rusa donde, según Nikolái Berdiáyev, «la primacía no se da a la idea o al sujeto del conocimiento, sino al ser». El ser está dado «originalmente», lo único que hace posible su conocimiento. Esta tesis gnoseológica se denomina «ontologismo» en el contexto ruso, porque basa el conocimiento verdadero no en una teoría del conocimiento, sino en la idea de una presencia del ser mismo en la consciencia del sujeto, o de un contacto del ser con esta consciencia. Se trata de afirmar el carácter inmediato del verdadero conocimiento, ya sea por una relación directa del sujeto con el objeto, ya sea por la presencia de este último en él. Por tanto, según Nikolái Loski, no existe ningún «mamparo estanco» insuperable, susceptible de comprometer la posibilidad del verdadero conocimiento, ni nada que pueda parecerse a una pantalla o un velo entre la mente y el mundo.
Según este enfoque, la verdad y el ser son equivalentes; la verdad sólo se alcanza, subraya Loski, en la medida en que el conocimiento se compone «solo de elementos provenientes del objeto mismo». Nos veríamos conducidos a un abismo infranqueable entre el conocimiento y el objeto si el conocimiento fuera interpretado como una relación a distancia entre su objeto y la conciencia humana. Considerando así el conocimiento, «no sería el mundo exterior lo que el hombre conocería» sino sólo los efectos secundarios inducidos por el mundo en forma de sensaciones, impresiones, ideas, que darían como resultado, en palabras de Simeón Frank, a «una escisión artificial del mundo», una escisión entre los objetos, por un lado, y su réplica en la esfera de la consciencia, por el otro. Para muchos filósofos rusos, desde los filósofos eslavófilos del siglo XIX hasta sus herederos «intuicionistas» del siglo XX (incluidos Frank y Loski), era necesario superar este dualismo artificial evitando conceder a las sensaciones el papel de intermediario entre la mente y el mundo.
La teoría intuitiva del conocimiento, según la cual la intuición surge de una presencia inmediata o de un contacto directo con la realidad, pone en duda el valor mismo de la investigación epistemológica como campo de investigación autónomo y, por tanto, de la epistemología occidental que, desde el surgimiento de las ciencias modernas, ha desempeñado un papel central en la filosofía occidental. También se opone radicalmente al kantismo y a su concepción de la verdad, identificando los objetos de conocimiento no con construcciones conceptuales basadas en fenómenos, como hace Kant, sino con el «noúmeno» o «cosa en sí». Los pensadores rusos que defendieron esta posición ven la posibilidad de integrar la experiencia religiosa dentro del conocimiento filosófico sin tener que justificar su veracidad, permitiendo así la constitución de un «conocimiento integral» que comprende la dimensión moral de la existencia.

### La «Idea rusa»
La Idea rusa es una representación del pueblo ruso como portador de Dios en su interior y como poseedor de la misión sagrada y en parte escatológica de salvar a la humanidad, incluso más allá de las fronteras de Rusia. La expresión fue introducida por Vladímir Soloviov a finales de la década de 1880 y ampliamente utilizada por los filósofos rusos a principios de los siglos XIX y XX para interpretar la cultura espiritual de Rusia, su destino nacional y universal, su herencia y su futuro cristianos, y los caminos religiosos y políticos que deben conducir a la unión de los pueblos y a la transformación de la humanidad. Esta noción fue popularizada en Francia por Nikolái Berdiáyev, quien le dedicó una obra homónima en 1946, en el apogeo de la expansión soviética, pero ya se discutía en París en 1888, donde Soloviov pronunció una conferencia titulada «La idea rusa», dedicada a la cuestión del «significado de la existencia de Rusia en la historia universal». Para él, la esencia de la Idea rusa coincidía con la transformación cristiana de la vida, cuyos fundamentos son la verdad, la bondad y la belleza. Esta transformación implica la construcción de una sociedad teocrática universal inclusiva para todos los pueblos, sociedad hecha posible gracias a lo que Dostoyevski denominó la «receptividad universal» del alma rusa.
De acuerdo con el sociólogo Vadim Rossman, el concepto mismo de «Idea rusa» es de origen platónico. Este concepto basa la identidad y especificidad del pueblo ruso en la noción de «genio ruso» , es decir, una esencia germinal propiamente rusa formada por Dios. Para Berdiáyev, la Idea rusa corresponde «al carácter y la misión del pueblo ruso». Ella es «escatológica», en otras palabras, orientada hacia el fin: el fin de la historia o el fin de los tiempos. Más concretamente, adopta la forma de una «aspiración a la salvación de todos los hombres», de ahí, según Berdiáyev, el maximalismo religioso e ideológico tan característico del pensamiento ruso. Berdiáyev opina que «los rusos son nihilistas o apocalipsistas». El nihilismo, encarnado por el bolchevismo, triunfó en Rusia precisamente por el radicalismo propio del espíritu ruso. En este sentido, el bolchevismo, según Berdiáyev, pertenece al destino de Rusia, es parte de su esencia dinámica. Esperar derrocarlo políticamente es, como él, una aspiración materialista, que debe ser superada: el comunismo no debe ser derrotado materialmente, sino espiritualmente, mediante un largo proceso de arrepentimiento y renacimiento. El renacimiento ruso no vendrá de un resurgimiento del pasado, ni de un humanismo que nunca existió realmente en Rusia, sino del desarrollo de un nuevo comunitarismo de esencia religiosa.

## Origen
La filosofía, como disciplina académica, no apareció en Rusia hasta el siglo XVIII. Sus orígenes se sitúan en la intersección de dos grandes tendencias intelectuales: la tradición oriental-bizantina y el pensamiento occidental moderno. Por tanto, a lo largo de su desarrollo, la filosofía rusa oscila entre el enfoque existencial (subjetivo y práctico) de la tradición oriental y la especulación teórica occidental.

### Dos hipótesis

#### «La etapa teológica» y el reinado de Pedro el Grande

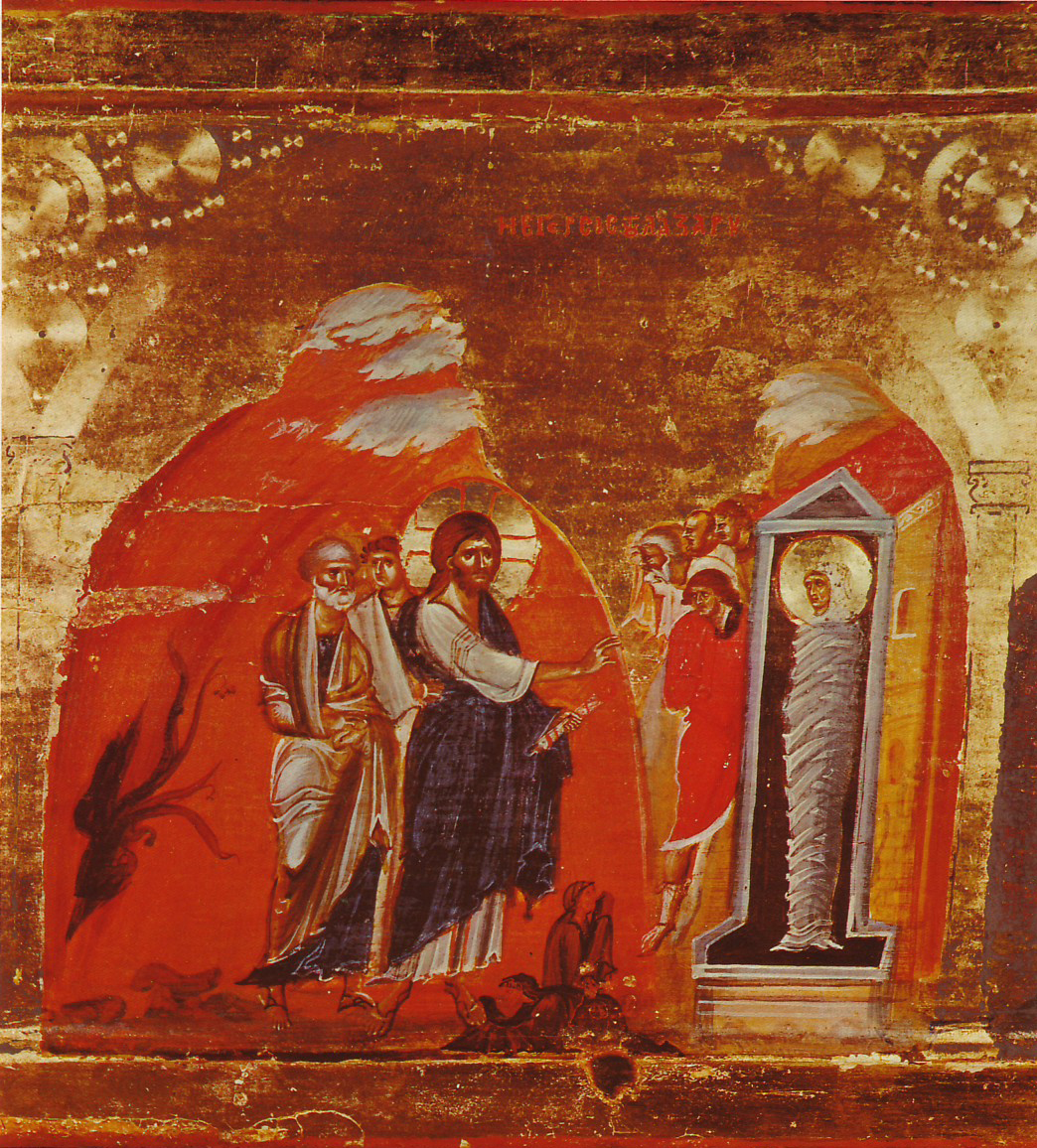
Resurrección de Lázaro, según una pintura mural de estilo ortodoxo (data de principios del). El tema de la resurrección, esencial en la teología ortodoxa, sigue muy presente en la filosofía rusa.

Según la filósofa y teóloga Teresa Obolevitch, el proceso mediante el cual se constituyó la filosofía rusa difiere significativamente del que caracteriza el desarrollo de la filosofía en Occidente. En la antigua Grecia, cuna del pensamiento occidental, la filosofía surgió como un dominio alternativo y victorioso frente a los intentos de explicar el mundo a través de cosmogonías míticas. Creó su propio lenguaje incluso antes que Platón y Aristóteles y produjo sistemas autónomos. Luego, desde el final de la Antigüedad con los Padres de la Iglesia, se desarrolló en el seno del cristianismo una reflexión teológica que desembocó en la elaboración de un dogma. La teología cristiana se apropió de parte del pensamiento filosófico heredado de la antigua Grecia y subvirtió sus conceptos para justificar, desarrollar y adaptar este dogma. La tradición teológico-filosófica que luego se fue imponiendo gradualmente en Occidente favoreció, por su énfasis en una forma de racionalidad, el nacimiento de las ciencias modernas, que a su vez se liberaron gradualmente de la filosofía de la naturaleza.
Para Obolevitch, el proceso de desarrollo intelectual en Rusia fue inicialmente comparable a la situación en la antigua Grecia antes de los primeros filósofos, ya que la actividad intelectual se concentraba en el ámbito mitológico sin que el cuestionamiento filosófico estuviera ausente. La cristianización de la Rus de Kiev, iniciada a finales del siglo X, dio paso a una segunda etapa, más específica, marcada por la asimilación y el desarrollo de la teología cristiana de los Padres de la Iglesia. Esta ya incluía elementos de la filosofía, pero estos elementos no formaban un sistema y no se basan en ningún método filosófico preciso. A partir del reinado de Pedro el Grande, a principios del siglo XVIII, la cultura occidental, especialmente la filosófica, se introdujo en Rusia, lo que marcó una tercera etapa. Ésta coincidió con el surgimiento de las ciencias, así como con la adaptación y desarrollo de numerosas ideas, tanto en el campo de la física como en el campo de la antropología. Sólo a partir de este período se desarrolló el pensamiento auténticamente filosófico.
Desde esta perspectiva, Obolevitch propone resumir en algunas etapas principales el desarrollo paralelo del conocimiento en Occidente y en Rusia:
- Occidente: 1. mitología → 2. filosofía → 3. teología → 4. ciencia
- Rusia: 1. mitología → 2. teología → 3. filosofía y ciencia

#### La caída de Constantinopla
El filósofo Alexandre Papadopoulo insiste en el carácter irracional, y por tanto no teológico, de la religión ortodoxa en Rusia, que, a diferencia del cristianismo católico, se fundamenta en la experiencia existencial de Dios, ligada al sentimiento de Belleza. Es a través de esta experiencia estética en la base de la ortodoxia rusa lo que la diferencia por primera vez del cristianismo occidental y su teología. Además, la adopción del eslavo como lengua de la religión ortodoxa a partir del siglo XI, si bien permitió la rápida difusión del cristianismo en Rusia, también tuvo el efecto de que la Iglesia rusa ignorara el griego y se viera aislada no sólo de las obras teológicas griegas sino también de todo el patrimonio filosófico y científico de la Antigüedad, lo que impidió la formación de una teología racional. Cuando Constantinopla fue tomada por los turcos en 1453, los eruditos y filósofos bizantinos se dirigieron al Occidente católico, con sus preciosos manuscritos, en lugar de a Rusia, aunque ortodoxa, porque existía la barrera del idioma.
Según Papadopoulo, lo decisivo para el surgimiento de una filosofía específicamente rusa fue precisamente el acontecimiento de la caída de Constantinopla y el fin del Imperio bizantino, que llevó a la Iglesia rusa a reflexionar sobre el sentido de la historia. La gran pregunta entonces era cómo la Providencia había permitido tal acontecimiento. Las reflexiones se centraron en el significado del papel de la Iglesia en la historia universal y en el nuevo destino de Rusia. Este período de reflexión duró desde la caída de Constantinopla hasta el ascenso de Pedro el Grande a principios del siglo XVIII. Pero ya en el siglo XIX, una vez más, la mayoría de los filósofos rusos darán un lugar central a este tipo de problemas, que agruparán bajo el término de «historiosofía», problema al que el hegelianismo y el marxismo rusos intentarán dar respuesta. Mientras tanto, con Pedro el Grande y su apertura a Occidente, se estaba produciendo un verdadero Renacimiento, pero que, en lugar de contar con el aporte de la Antigüedad griega como en Europa, se logró con la introducción de la filosofía, las ciencias y las literaturas de Occidente.
Así, se pueden resumir las etapas principales en el desarrollo de la filosofía rusa tal como las concibió Papadopoulo de la siguiente manera:
- Rusia: 1. sentimiento religioso → 2. reflexiones historiosóficas → 4. contribución occidental → 5. filosofía de carácter religioso e histórico.

### El papel de la ortodoxia medieval

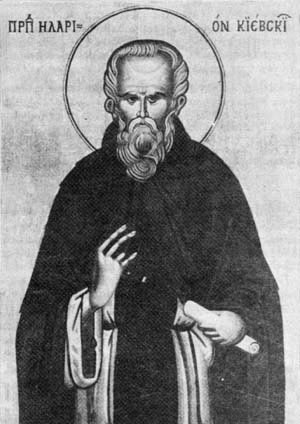
Representación iconográfica de Hilarión de Kiev, uno de los primeros teólogos ortodoxos que en abordar el problema de la relación entre fe y razón en el.

Fue tras la adhesión de la Rus de Kiev al cristianismo, en 988, cuando se estableció una forma de filosofía enterrada en las concepciones teológicas del cristianismo oriental. Sin embargo, este aspecto filosófico del cristianismo fue descuidado por los sacerdotes rusos, que prefirieron enfatizar la importancia de la dimensión experiencial y práctica de su fe. El clima histórico y cultural de la Rusia medieval creó esta especificidad de la teología ortodoxa, donde la investigación filosófica y las especulaciones teóricas estaban en gran medida devaluadas. El rechazo ortodoxo de cualquier autoridad absoluta en materia de fe contribuyó a esta devaluación al favorecer una libertad en las opiniones teológicas, lo que ya no hacía necesaria elaborarlas racionalmente. Las consideraciones éticas y estéticas prevalecieron entonces sobre el discurso estrictamente racional. Mientras que en Occidente la verdad se discutía como un problema epistemológico, en Rusia la cuestión de la verdad conciernía principalmente al comportamiento moral. En cuanto a la reflexión cosmológica, ésta fue sustituida por la experiencia contemplativa de la naturaleza. Esta doble dimensión experiencial y práctica de la ortodoxia medieval tendrá una influencia duradera en la filosofía rusa hasta bien entrado el siglo XX.
En la Rusia medieval, la noción misma de «filosofía» (‘amor a la sabiduría’, traducido por el término ruso lubomudrie, que es un calco del griego philia sophias) fue tomada del teólogo Juan Damasceno y, como en él, tenía un carácter polisémico. Ante todo, significa conocer a Dios a través de la fe y relacionarse con Él a través de la oración. Las fronteras entre filosofía y teología, así como entre filosofía y mística, eran entonces muy difusas. Los iconógrafos, esenciales en la práctica del cristianismo oriental, se llamaron a sí mismos como «filósofos». La corriente mística y ascética, anclada en la espiritualidad del hesicasmo, siguió siendo dominante en esta época, y contribuyó a la confusión entre fe, práctica religiosa y filosofía. Pero hacia mediados de la Edad Media, ciertos sacerdotes ortodoxos, como Hilarión de Kiev, ya abordarban el problema de la relación entre fe y razón, Revelación y razonamiento y, por tanto, entre creencia religiosa y reflexión propiamente filosófica.
Los inicios de la literatura religiosa eslava, hacia finales del siglo IX, fue fundamental para la cultura filosófica rusa. Gracias al obispo Cirilo, conocido como Constantino el Filósofo, y principal evangelizador de los pueblos eslavos, se introdujeron los primeros conceptos filosóficos en la lengua eslava: «existencia», «esencia», «calidad», «naturaleza», «universo», «ser», «idea», etc. Cirilo y sus herederos espirituales —Clemente de Ocrida, Cirilo de Turov, entre otros— transmitieron al mundo eslavo fragmentos de obras de antiguos sabios y copias de manuscritos de maestros cristianos de la era patrística y del comienzo de la Edad Media, que incluían elementos de reflexión filosófica. Otros autores como Juan el Exarca y Sviatoslav II contribuyeron a transmitir la herencia helénica mediante la recopilación de textos e insistiendo en la superioridad de la teología cristiana, con su modelo teocéntrico del mundo. Otra concepción filosófica y teológica ligada a la ortodoxia tomó forma en la Rusia medieval, la de Sofía: la Sabiduría divina. Esta doctrina encontró su plena expresión en los escritos de Vladímir Soloviov, Pável Florenski y Serguéi Bulgákov.

## Influencias occidentales

### La apertura a Occidente y el movimiento occidentalista

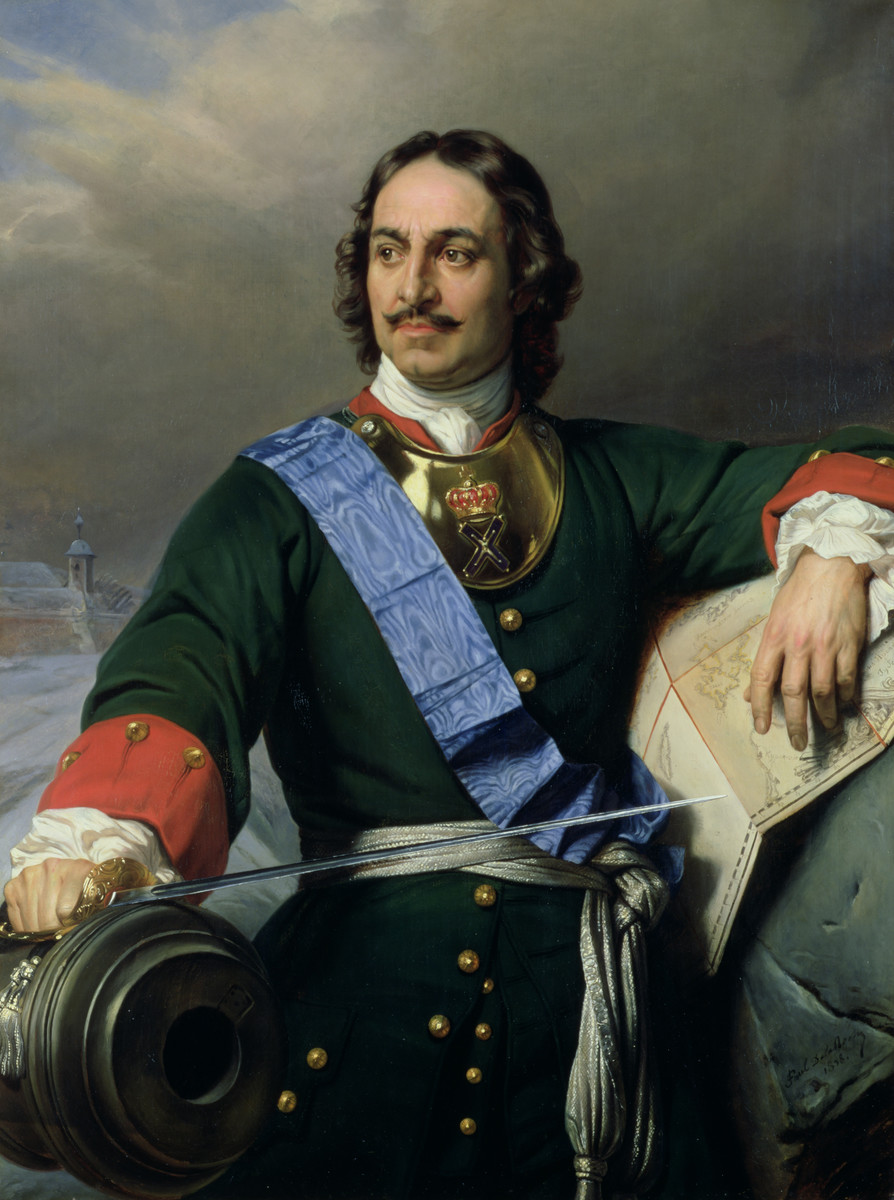
A principios del, Pedro I de Rusia, conocido como «el Grande», puso en marcha una política de modernización y occidentalización del Estado ruso.

Catalina II de Rusia, retratada aquí en la década de 1780, mantuvo una estrecha correspondencia con Voltaire. Este último la consideraba una «déspota ilustrada».

La influencia de Europa occidental en la sociedad rusa no fue significativa hasta el siglo XVIII, cuando Pedro el Grande trasladó su capital de Moscú a San Petersburgo, contribuyendo así a la formación de un Estado ruso moderno. Fue en San Petersburgo donde surgió y se desarrolló entre varios artistas e intelectuales rusos el interés por la cultura y el pensamiento occidentales, así como por el universalismo que ya parecía caracterizar alguno de sus aspectos. En este contexto, a veces se habla de «occidentalismo» para designar esta actitud de apertura a la civilización occidental, aunque la expresión no apareció hasta después de 1830, a raíz de los debates sobre las tesis de Piotr Chaadáyev sobre el lugar histórico de Rusia en el mundo. En este sentido, es posible rastrear la tendencia occidentalista hasta principios del siglo XVIII, con la pasión de Pedro el Grande por los logros culturales de Europa y su deseo de modernizar la sociedad rusa siguiendo el modelo occidental. Esta corriente occidentalista consiguió introducir en la cultura rusa ciertas exigencias de racionalidad y universalidad en la base del conocimiento (racionalidad científica) y en el proyecto de construcción de un Estado y una sociedad ideales (crítica a la Iglesia y a la monarquía, proyecto socialista).
Históricamente, los occidentalistas se opusieron a los eslavófilos desde la década de 1830. A diferencia de ellos, no consideraban a Rusia como una nación separada con una misión especial en la historia universal.  Consideraban que los mismos problemas filosóficos o sociales se aplicaban tanto en Rusia como en Occidente, que no era necesaria una filosofía autóctona especial, y se consideraban europeos tanto como los alemanes o los franceses. Un cierto número de ellos se estableció en Francia, Suiza y Alemania, donde escribieron y actuaron políticamente, como Bakunin, Herzen y más tarde Lavrov y Plejánov. Aunque generalmente criticaban con virulenta a la burguesía y al mercantilismo que supuestamente reinaba allí, lo hacían en el mismo nivel que los autores occidentales, cuyo enfoque universalista compartían. Sin embargo, se distinguían de ellos por la perspectiva radicalmente antropocéntrica que adoptan, por una tendencia general hacia el romanticismo, a «vivir» las ideas filosóficas, a comprometerse con pasión en su realización en la sociedad, a considerar sus ideales de justicia social como absolutos, prácticamente a la manera de los religiosos. Según Alexandre Papadopoulo, es en particular esta sed de absoluto lo que explica su adhesión a la idea de que «el fin justifica todos los medios», un sentimiento expresado tanto por los anarquistas, nihilistas y populistas rusos del siglo XIX como por los marxistas-leninistas del siglo XX.

### La introducción de la filosofía francesa y británica en elsigloXVIII
Fue a partir de Pedro el Grande y sus sucesores, especialmente Catalina II, que la sociedad rusa se apasionó por todo lo que venía de Occidente, y en particular de Francia. En cuanto a las ideas, fue muy importante la influencia de Voltaire, Rousseau, Montesquieu y los enciclopedistas. A esta influencia se suma la de los utópicos británicos, que contribuyeron a la evolución de las ideas políticas en Rusia.

#### Volterianismo
Voltaire fue conocido muy temprano en Rusia, como escritor y luego como filósofo. Su nombre fue mencionado ya en 1735 y sus poemas fueron traducidos poco después por Kantemir y Lomonósov. La edición completa de sus obras, sin embargo, encontró una feroz oposición por parte de los censores. En la segunda mitad del siglo XVIII y el primer cuarto del XIX, el volterianismo se refería, en primer lugar, a la filosofía francesa en su conjunto y luego, más concretamente, a la asimilación y la transposición de las ideas filosóficas de Voltaire en suelo ruso. Estas ideas ejercieron una gran influencia sobre los decembristas y sus simpatizantes (Pestel, Bestúzhev), así como sobre los «radicales» rusos de mediados del siglo XIX —anarquistas, socialistas, nihilistas— entre ellos Nikolái Chernishévski. Los radicales se interesaron especialmente por las acusaciones anticlericales de Voltaire, al tiempo que abandonaron sus opiniones estrictamente políticas, consideradas demasiado conservadoras. Al igual que Voltaire, rechazaban todas las religiones, ponían en duda los valores mismos de la religión ortodoxa, que hasta entonces constituía la base de toda la cosmovisión rusa, ya que no existía ninguna filosofía «secular».  Este movimiento de crítica social se desarrolló entre la intelligentsia rusa y fue acompañada de aspiraciones revolucionarias.
El volterianismo se interpreta a menudo como un primer paso hacia otras tendencias más radicales o revolucionarias. Marcado por un escepticismo generalizado respecto a la religión y sus absolutos, parece haber desembocado en el siglo XIX en el relativismo y el escepticismo extremo característicos de las corrientes de pensamiento revolucionarias, así como en el materialismo adoptado por los intelectuales marxistas (incluido Lenin). Según Alexandre Papadopoulo, el efecto disolvente del pensamiento de Voltaire sobre las creencias religiosas y las ideas filosóficas fue mucho más fuerte en Rusia que en Francia o en Occidente. Lo explica por el hecho de que en Francia, al mismo tiempo que Voltaire, existía un edificio filosófico sólido y considerable, que se remontaba a la Antigüedad griega, en el que los intelectuales franceses seguían basándose, mientras que en Rusia, por el contrario, la Iglesia ortodoxa no había desarrollado una teoría basada en la filosofía griega y en la escolástica, cuyo racionalismo y falta de religiosidad rechazaba. En el vacío filosófico que caracterizó a Rusia, Voltaire apareció como el único pensador racional, que por sí solo expresaba la modernidad, la libertad y la lucha contra las creencias obsoletas. Muchos rusos abrazaron entonces al volterianismo, alimentando entre ellos una forma de escepticismo cada vez más radical que culminaría en el nihilsmo del siglo XIX.

#### El ideal humanista de Rousseau y los utópicos ingleses
La influencia de Jean-Jacques Rousseau en la filosofía rusa es muy distinta a la de Voltaire. A diferencia de este último, la filosofía de Rousseau es considerada «positiva» por Alexandre Papadopoulo. En efecto, establece valores de bondad y justicia «naturales», una divinidad y una religión «naturales»,  y una «ley natural», todo ello basado en la naturaleza del hombre razonable y naturalmente bueno. Mientras que la «religión natural» de Rousseau fue condenado por la Iglesia y las autoridades rusas como una forma de ateísmo, la teoría del derecho natural, presente también en las obras traducidas de otros filósofos franceses (Helvétius, Montesquieu, etc.), fue combinada por varios pensadores rusos, como Novikov y Radíshchev, con el utilitarismo inglés de Locke, Hume o Priestley. Toda esta escuela de pensamiento parte del principio de que el hombre tiene derechos por su propia naturaleza, que no dependen de la Iglesia, ni siquiera de la religión, y que el Estado y el poder en general deben respetar. En Rusia constituye una forma de humanismo de carácter moralista, en la que el «sentido moral» se considera más importante en el hombre que la razón.
Este humanismo moralista conservó partidarios influyentes en Rusia durante todo el siglo XIX, hasta León Tolstói, que llevaba consigo una medalla de Rousseau, pero desde principios del siglo XIX se impregnó de los valores estéticos del romanticismo alemán y, por tanto, adoptó la forma de un «humanismo estético», donde lo «Bello» se identifica con el «Bien».
Otra corriente se desarrolló en el siglo XVIII a raíz de las traducciones de libros que describían ciudades ideales, como Utopía de Tomás Moro: se trataba de la corriente utópica. Tuvo un gran impacto entre la intelligentsia porque continuó el movimiento crítico del volterianismo, al tiempo que formaba parte de la perspectiva positiva del derecho natural y las religiones naturales, dotando así al humanismo moral un ideal de sociedad justa. Esta búsqueda de una sociedad donde reine la justicia se une, según Papadopoulo, a una tendencia fundamental del «alma rusa», que se manifestó en siglos anteriores a través de la ideología religiosa, y que ahora buscaba una definición que fuera a la vez laica y universal. Al igual que el humanismo moralista, basado en la religión y el derecho natural, las consideraciones sobre una ciudad ideal fueron universalistas y se basaban únicamente en una justicia coherente con la naturaleza de la humanidad. Las preocupaciones encontradas allí serán las del populismo, el anarquismo y el socialismo rusos.

#### Misticismo masón

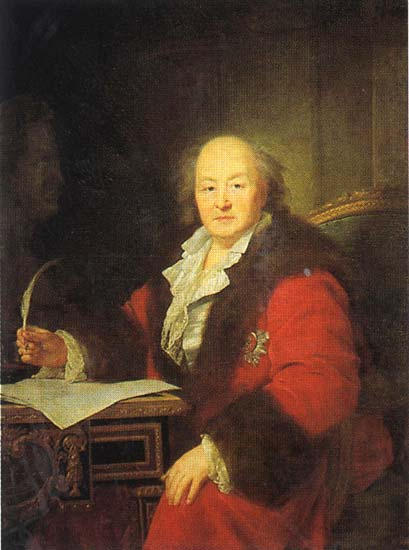
Ivan Elagin según un retrato fechado en 1789. Esoterista, miembro de la corte de Catalina II y traductor de obras místicas occidentales, fue durante la segunda mitad del uno de los principales representantes de la masonería rusa.

Fue a mediados del siglo XVIII, bajo el reinado de Isabel I, cuando las ideas masónicas se difundieron entre la nobleza rusa. La masonería filosófica, tal como se presentó en el pensamiento ruso de la segunda mitad del siglo XVIII, guardaba poca conexión con lo que posteriormente se convertiría en los siglos XIX y XX. Respondía a una profunda necesidad religiosa a pesar del descrédito de la Iglesia como institución que el volterianismo había traído a Rusia. Para satisfacer esta necesidad, una filosofía debía parecer «moderna», posvoltairiana, es decir, libre y laica. Pero al mismo tiempo debía conservar las ideas cristianas de solidaridad y fraternidad, a través de una especie de misticismo humanista, aunque con una concepción purificada de Dios como ideal del Bien y de la Verdad. También se sentía la necesidad de una organización jerárquica de «hermanos» similar a la de la Iglesia ortodoxa, con sus ritos y secretos, pero laica, que trabajase por el bien de la sociedad, incluso de toda la humanidad.
En esta forma mística de masonería, inspirada en Jakob Böhme y Louis Claude de Saint-Martin, encontramos tendencias hacia la utopía y hacia una «religión natural», pero también la profunda dimensión esotérica del cristianismo que la Iglesia oficial ocultaba. Gracias a los masones se tradujeron al ruso varias obras místicas occidentales, ampliando así la esfera de influencia del misticismo occidental hacia el Este. Se trata entonces de redescubrir el significado secreto del Hombre, que reside en nosotros, y de la vida en general. Esta visión del mundo es enteramente antropocéntrica: el Hombre mismo es una síntesis del Universo entero, es el microcosmos y el «Adán perfecto» que resultó dañado por su caída y que hay que encontrar. Estas enseñanzas se mezclan con tradiciones ocultistas que se remontan a la Antigüedad, un misticismo gnóstico o plotiniano difuso, leyendas esotéricas sobre el Templo de Salomón, ceremonias simbólicas y teúrgicas.

### La influencia de la filosofía alemana en elsigloXIX
Mientras que el pensamiento ruso del siglo XVIII estuvo sujeto a la influencia de la «filosofía de la Ilustración» (Voltaire, Rousseau, Montesquieu, los enciclopedistas), en el siglo XIX estuvo marcado por el de la filosofía alemana. En particular, en la primera mitad del siglo, después de la invasión de Rusia por parte de Francia, la filosofía romántica alemana fue la principal referencia, mientras que el idealismo de Kant, y hasta la década de 1830 el de Hegel, tenían poco atractivo para los intelectuales rusos. El pensamiento de Leibniz también jugó un papel determinante en el surgimiento del movimiento personalista durante la segunda mitad del siglo, marcado por la historiosofía hegeliana.

#### La filosofía romántica de Schelling
La filosofía romántica de Friedrich Schelling tuvo una acogida muy favorable en Rusia a principios del siglo XIX, y a partir de entonces desempeñó un papel considerable en el desarrollo de la filosofía. Se hacía eco del esteticismo de los intelectuales rusos al situar la idea de Belleza en el centro de una visión coherente y omnicomprensiva del mundo, en consonancia tanto con las ciencias de la época como con el misticismo cristiano que impregnaba el periodo. Sin embargo, lejos de consistir en una simple reproducción de las opiniones del filósofo alemán, la tradición schellingiana rusa las reinterpretó de forma innovadora. Sus seguidores no siguieron la evolución de Schelling iniciada en 1807 en sus Investigaciones filosóficas sobre la esencia de la libertad humana, sino ateniéndose esencialmente a su primer sistema —la Naturphilosophie, la «filosofía del arte» y la «filosofía de la identidad»— que desarrollaron a su manera.
Danilo Vellanski fue el fundador del movimiento schellingiano en Rusia. Siguió las clases de Schelling en Alemania en el siglo XIX y luego, tras su regreso a Rusia, se convirtió en el primer seguidor ruso dela Naturphilosophie, en la década de 1810. Al igual que su maestro, Vellanski veía la naturaleza como un «proceso dinámico», que comenzaba con las formas materiales más simples y llegaba hasta las más complejas. Definió la filosofía como la «ciencia del logos», cuyo objeto es «la esencia de la vida universal». Todas las demás ciencias, que sólo estudian «los fenómenos de la vida universal», deben tener su base en la filosofía. Vellanski formó a muchas mentes, en particular la generación joven de la década de 1820, contribuyendo así a la aparición de un verdadero movimiento romántico de carácter idealista.
Al mismo tiempo, la «Sociedad para el Amor a la Sabiduría» de Moscú se convirtió en un activo centro de difusión de las ideas de Schelling, con su propia revista. En la década de 1830, su doctrina se enseñaba en el círculo académico de Stankevitch, del que procedían Belinski y Bakunin, pensadores de tendencia occidentalista, así como los eslavófilos Aksakov y Samarin. Influyó directamente en las reflexiones de Chaadáyev, que a su vez alimentaron discusiones entre occidentalistas y eslavófilos. Para Ivan Kireyevski, uno de los primeros teóricos del movimiento eslavófilo, la idea misma de eslavofilismo consistía en la puesta en práctica de las ideas de Schelling sobre la religión. En su opinión, la filosofía occidental y su racionalidad abstracta habían llegado a su límite con el filósofo alemán, al carecer de perspectivas de un mayor desarrollo ligado al progreso moral, y correspondía a la filosofía religiosa rusa tomar la antorcha del progreso espiritual llevabada por Schelling.

#### La problemática histórico-religiosa de Chaadáyev

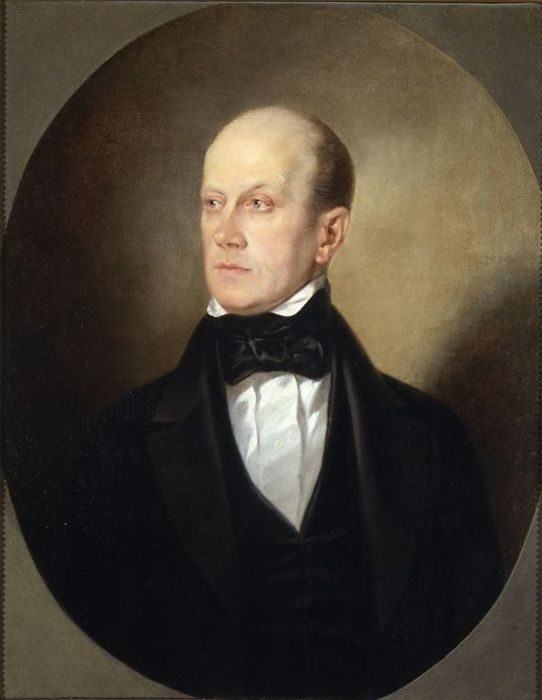
Retrato de Piotr Chaadayev a finales de la década de 1830. Convencido de que Rusia se encontraba en un estado de inferioridad en comparación con Occidente, Chaadayev no descartó la posibilidad de que el Reino de Dios se realizara allí en una forma histórica concreta.

El pensamiento de Piotr Chaadáyev, y en particular su filosofía de la historia, ejercieron una profunda influencia en sus contemporáneos a mediados del siglo XIX. Las ideologías de los eslavófilos y occidentalistas se forman en la discusión y, en la mayoría de los casos, en oposición a él. Fue en 1823, a la edad de 29 años, cuando Chaadáyev se orientó hacia la religión, abandonó el ejército y realizó varios viajes a Europa donde entabló amistad con Schelling, a quien elogió en Rusia a su regreso de Alemania.En 1829 escribió su primera Carta filosófica en francés, dirigida a una persona ficticia (Catherine Panova). En ella criticaba abierta y radicalmente a la sociedad rusa, que para él carece de cultura, orden, racionalidad, moralidad, justicia y también de buena religión. La primera de las ocho Cartas filosóficas que escribió no apareció hasta 1836, causando una verdadera conmoción entre los intelectuales rusos. Considerado loco por el zar Nicolás I, a Chaadáyev se le prohibió definitivamente escribir, pero no respetó esta decisión y escribió (siempre en francés) la Apologie d'un fou, además de numerosas cartas y notas reflexivas.
El problema religioso marca toda la obra de Chaadáyev. En el centro de su pensamiento, de hecho, no está el problema de Rusia, sino el problema más fundamental y más general del papel del cristianismo en la historia de la humanidad y en la vida cotidiana. Chaadáyev defendía la realización del Reino de Dios en una forma histórica concreta, que creía ver en el desarrollo y la unificación del Occidente católico. De ahí su valoración negativa de la sociedad rusa. Asombrado por la cultura occidental, Chaadáyev no aprobaba, sin embargo, las tendencias ateas que la recorrían. Estaba convencido de que el verdadero progreso de la civilización sólo podía lograrse siguiendo el camino de la religión. La razón, por su parte, no era según él autosuficiente. Al contrario, cuanto menos sujeta a un principio rector —reglas de la lógica, leyes de la naturaleza—, más débil será, y el objetivo último de la filosofía sería revelar el principio supremo que le da su poder: Dios. Es persiguiendo este objetivo como llegaremos a un acuerdo entre razón y fe.

#### La historiosofía hegeliana
Aunque relativamente descuidada por los pensadores rusos a principios del siglo XIX, la filosofía hegeliana alcanzó rápidamente su punto máximo de difusión durante los años 1830-1840, eclipsando a la de Schelling. Un papel importante en esta rápida difusión la desempeñó Visarión Belinski, quien tradujo la primera versión rusa de un texto de Hegel titulado Escritos Pedagógicos. En estos años, la enseñanza de la filosofía hegeliana se centraba en el círculo de Stankevitch (entonces dirigido por Bakunin), el de Herzen-Ogarev y ciertos salones filosófico-literarios como el de Chaadáyev. Fue precisamente en estos círculos donde tuvo lugar la división entre eslavófilos y occidentalistas, una división que se superponía en parte, en una perspectiva más metafísica, con la polarización entre schellingianos y hegelianos. El hegelianismo de los pensadores rusos era antropocéntrico: estaban menos interesados en el sistema global, en la dialéctica universal, que en su filosofía de la historia y el derecho. Estos pensadores también estaban muy interesados, más allá de la propia filosofía de Hegel, en los discípulos de su escuela, los llamados hegelianos de izquierda, como Ludwig Feuerbach, que inspirará a Karl Marx.
Aleksandr Herzen es generalmente considerado el máximo exponente del hegelianismo ruso durante este período. Basándose en un examen cuidadoso de la historia de la ciencia y la filosofía, señaló el hecho de que, con las masas continuamente absortas en la búsqueda material de sus medios de subsistencia, la ciencia se había convertido en dominio exclusivo de unos pocos. Entre la «casta» de los científicos y el resto de la humanidad se había abierto una brecha que iba a dar lugar a una confrontación social entre el «espíritu» y la «materia», inevitable en el proceso histórico. En opinión de Herzen, sólo la unión de la ciencia y las masas podía hacer desaparecer esta oposición. Desarrollando la idea de una unión entre la filosofía y las ciencias, enfatizó que la filosofía no puede desarrollarse sin el aporte de las ciencias, del mismo modo que éstas eran incapaces de darnos una imagen verdadera del mundo si no habían asimilado la dialéctica que les proponía la filosofía hegeliana. Frente la tradición empirista o kantiana, Herzen cree que la razón no se opone a la naturaleza como algo que sería propiedad exclusiva de la mente humana, sino que es la naturaleza tomando conciencia de sí misma, a través de un proceso inicialmente natural que continúa a lo largo de la historia humana.

#### El personalismo de tradición leibniziana

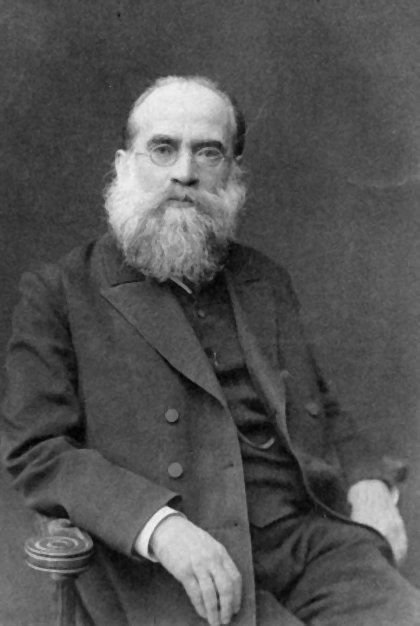
Lev Lopatin, alrededor de 1910. Es, junto con Alexei Kozlov, uno de los fundadores del personalismo ruso.

La segunda mitad del siglo XIX vio surgir una nueva corriente filosófica inspirada en el pensamiento del filósofo alemán Leibniz, y que encontró sus equivalentes en el extranjero, en Alemania y en Estados Unidos: el personalismo. Leibniz había desarrollado a principios del siglo XVIII un sistema metafísico racionalista y espiritualista donde cada elemento de la realidad era concebido como una entidad psíquica indivisible a la que denominó «mónada». En su Monadología, publicada en 1714 (traducida al ruso en 1890), estableció la existencia exclusiva de sustancias espirituales que poseen fuerza propia y existen en armonía entre sí gracias a la acción programática de Dios. Esta idea fue retomada directamente, o a través de las teorías de Lotze y Teichmüller, por filósofos personalistas rusos como Alexei Kozlov, Lev Lopatin o Nikolái Loski. Al igual que Leibniz, adoptaron una concepción espiritualista del mundo donde cada ser es interpretado como un «agente sustancial», y, en el nivel gnoseológico, rechazaron el principio de separación entre sujeto y objeto propio del cartesianismo.
El punto de partida de esta escuela de pensamiento es la convicción de que existen «unidades de ser», individualidades que son sustancias espirituales activas dotadas de una fuerza creadora interna y libertad absoluta. Estas mónadas crearían su destino y generarían la historia y la cultura. Su naturaleza sería extratemporal y extraespacial, por lo que no están sujetas a la influencia de relaciones causales. Aunque son perfectamente individuales, las mónadas no estarían aisladas ni cerradas como pensaba Leibniz: su propensión a expresarse las empujaría a comunicarse entre sí y, por tanto, a crear «símbolos» o «signos» que sirvan a este propósito. La materialidad misma del mundo, su exterioridad, sería sólo una producción secundaria de la interacción de estas unidades, tan irrefutable como su existencia. De hecho, tendríamos una intuición directa de nuestra existencia individual, de su unidad y de la realidad del mundo exterior («intuitivismo»).
Los personalistas rusos se esforzaron por reconciliar esta concepción metafísica pluralista con una interpretación religiosa, particularmente cristiana, del universo. Su filosofía moral es por esta razón antieudemonista: no es en la felicidad sino en la autotrascendencia llena de tensión dramática donde reside el sentido de la vida para cada persona en particular.

#### La reacción al pesimismo de Schopenhauer
El pensamiento de Arthur Schopenhauer comenzó a despertar el interés de la intelligentsia trusa a principios de la década de 1870. Su éxito tuvo las mismas causas que las que habían llamado la atención sobre su filosofía en Alemania: la crisis del optimismo filosófico e histórico y una amplia difusión de las tesis «nihilistas». Pero si Schopenhauer desempeñó el papel de precursor del irracionalismo filosófico o de la «filosofía de la vida» en el pensamiento europeo, su influencia en la filosofía rusa contribuyó, por el contrario, a fortalecer la tradición del intelectualismo frente al romanticismo filosófico de Schelling, por ejemplo. Por otra parte, el pesimismo filosófico que caracteriza toda su obra encontró un eco particular en Rusia con la publicación en 1869 de Filosofía del inconsciente de Eduard von Hartmann, que se hizo muy popular a finales del siglo XIX. En esta gran síntesis de los puntos de vista de Schopenhauer, Schelling y Hegel, Hartmann se esforzó por conciliar la tradición romántica con los nuevos descubrimientos científicos. A partir de entonces, el pensamiento filosófico ruso se centró en la idea del pesimismo, que intentó desarrollar en relación con el nihilismo o, por el contrario, invalidar. El filósofo y psicólogo Nikolai Grot ilustró esta última tendencia con su esfuerzo por demostrar la falsedad del pesimismo.
En Rusia, Schopenhauer no sólo fue visto como el filósofo que expresa con más fuerza las tendencias pesimistas de la filosofía europea; también se le percibe como un pensador de tipo «oriental» o «budista», que proponaba una forma de ascetismo contraria al espíritu del cristianismo. Vladímir Soloviov, por ejemplo, enfatizó la imposibilidad de identificar la ética de Schopenhauer y su ideal ascético con el ideal de santidad cristiano, señalando que el fin más elevado del ascetismo cristiano se logra mediante la transfiguración de la naturaleza humana terrenal, mientras que el esfuerzo por liberarse por completo de todo deseo y sentimiento tiene una afinidad mucho más marcada con la doctrina budista del nirvana. Schopenhauer se refirió abiertamente a las «doctrinas de Oriente», lo que despertó el interés de ciertos intelectuales rusos a finales del siglo XIX por la filosofía india, pero esta referencia también generó desconfianza por parte de los filósofos religiosos hacia sus pensamientos. De Schopenhauer conservaron, sin embargo, su estética, asociada a las nociones de meditación y creación artística, viendo en ella el aspecto más consumado de su doctrina. La estética schopenhaueriana ejerció una especial influencia en la obra de Yevgueni Trubetskói, Nikolái Berdíayev y Andréi Bely, a principios del siglo XX.

## Desarrollos específicos

### El movimiento eslavófilo
Surgido en la década de 1830, frente a la occidentalización, el eslavofilismo fue una corriente de pensamiento romántico, nacionalista y religioso, específica de Rusia. Destacaba el hecho de que Rusia ha experimentado un desarrollo completamente original del que surgen sus particularidades religiosas, históricas, culturales y nacionales. Según los pensadores eslavófilos, el mundo eslavo, con Rusia en su corazón, estaría llamado, en virtud de su esencia espiritual, a regenerar Europa, o a sustituirla en su misión espiritual. Este punto de vista encontró su antítesis entre los pensadores occidentalistas, que creían, por el contrario, que siendo la humanidad una y estando su desarrollo histórico sujeto en todas partes a las mismas leyes, Rusia no puede evitar pasar por las mismas etapas históricas que los pueblos de Europa occidental, más avanzados que ella. En la base de la oposición entre eslavófilos y occidentalistas hubo profundos desacuerdos filosóficos, esencialmente relacionado con la relación con la religión, con la razón, y con la forma en que se articulan entre sí.
La doctrina eslavófila estaba profundamente impregnada de religiosidad, pues encontraba su fundamento en la fe y los dogmas del cristianismo ortodoxo, mientras que los occidentalistas no manifestaban ninguna religiosidad particular y sus teorías historiosóficas se limitaban a ideas seculares. Según los eslavófilos, gracias que Rusia había preservado los principios genuinamente cristianos dentro de la Ortodoxia, pronto sería la fuente de un renacimiento de la cultura para toda Europa. La religión ortodoxa (que diferenciaban de la Iglesia ortodoxa histórica) es para ellos portadora de libertad espiritual, de impulso creativo; ignora la sumisión a la necesidad que es característica de las sociedades occidentales, junto con lo que se deriva de ella: el racionalismo y la subordinación de los intereses espirituales a los intereses materiales. De este materialismo y del racionalismo en general derivan, según ellos, el individualismo, el desmembramiento de la mente por la especialización de las actividades y el nihilismo.
Alexei Khomiakov, Ivan Kireyevsky, Konstantin Aksakov y Yuri Samarin fueron las grandes figuras del eslavofilia en el siglo XIX. Aunque no tienen exactamente las mismas ideas, coinciden en al menos tres puntos:
1. El hombre no puede alcanzar la verdad sólo mediante sus capacidades mentales (razón, sentimiento o incluso fe); sólo la «mente integral» es capaz de contener la verdad en su plenitud, lo que implica la unión de todas las aptitudes cognitivas, estéticas, emocionales, morales y religiosas. Además, el conocimiento auténtico no es accesible a un hombre aislado, sino sólo a un grupo de seres humanos unidos por el amor y el mismo espíritu (Sobornost).
2. La libertad interior, a la que pertenece la conciencia moral y religiosa, se opone a la necesidad externa del mundo, que constriñe la actividad y el pensamiento humanos. El hombre genuinamente libre se guía por su conciencia, por las «razones del corazón», y no por el cálculo racional y el interés propio.
3. Sólo una cosmovisión cristiana y la fe ortodoxa son capaces de poner al hombre en el camino de la salvación; todo el mal proviene del hecho de que la humanidad se ha desviado de la verdadera fe y no ha construido una verdadera Iglesia.

Los temas cristianos presentes en la obra de los eslavófilos tuvieron una gran influencia en el desarrollo de la filosofía religiosa rusa en el siglo XX, que derivó de ella su antirracionalismo y antioccidentalismo. La filosofía idealista de Hegel representa para los eslavófilos la cumbre del racionalismo occidental, al que oponen la doctrina romántica de Schelling, cuya herencia reivindican en cierta medida. Fue bajo la influencia del romanticismo alemán, nacido políticamente de una oposición nacional y mística a la Francia de la Ilustración, que los eslavófilos construyeron su rechazo de Europa. Aunque le conceden un cierto papel productivo en el avance de la humanidad, consideran que ya no es capaz de desempeñarlo y que, por tanto, debe cederlo a un nuevo portador de la antorcha: la Rusia ortodoxa. Al otorgar así a su país un papel mesiánico, los eslavófilos pretenden superar la contradicción entre lo universal y lo particular, coincidiendo la salvación de Rusia con la de toda la humanidad. Su nacionalismo es, por tanto, parte de una perspectiva que, paradójicamente, pretende ser universalista y humanista, reservando el lugar que le corresponde al individuo.

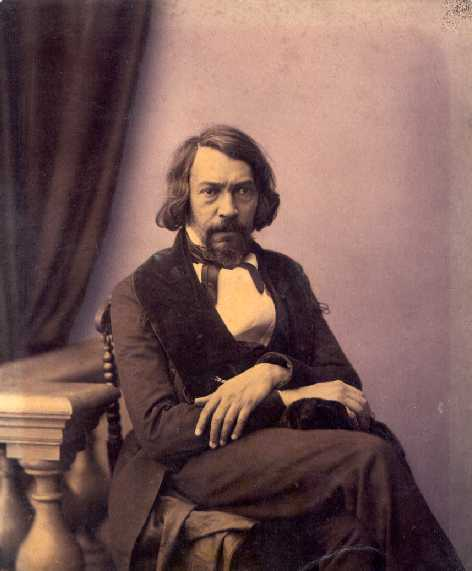
Alexei Khomiakov (1804-1860)
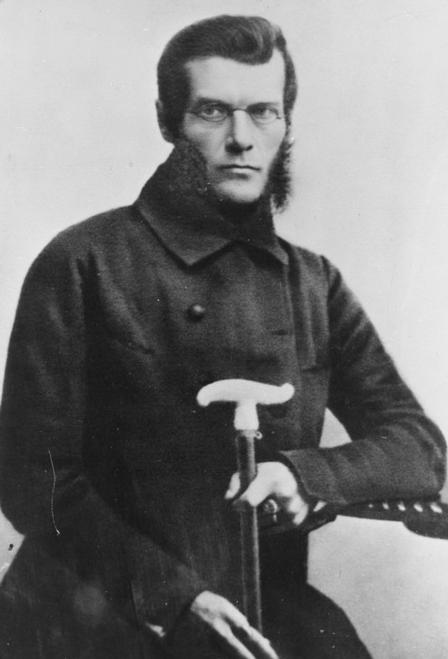
Ivan Kireyevski (1806-1856)
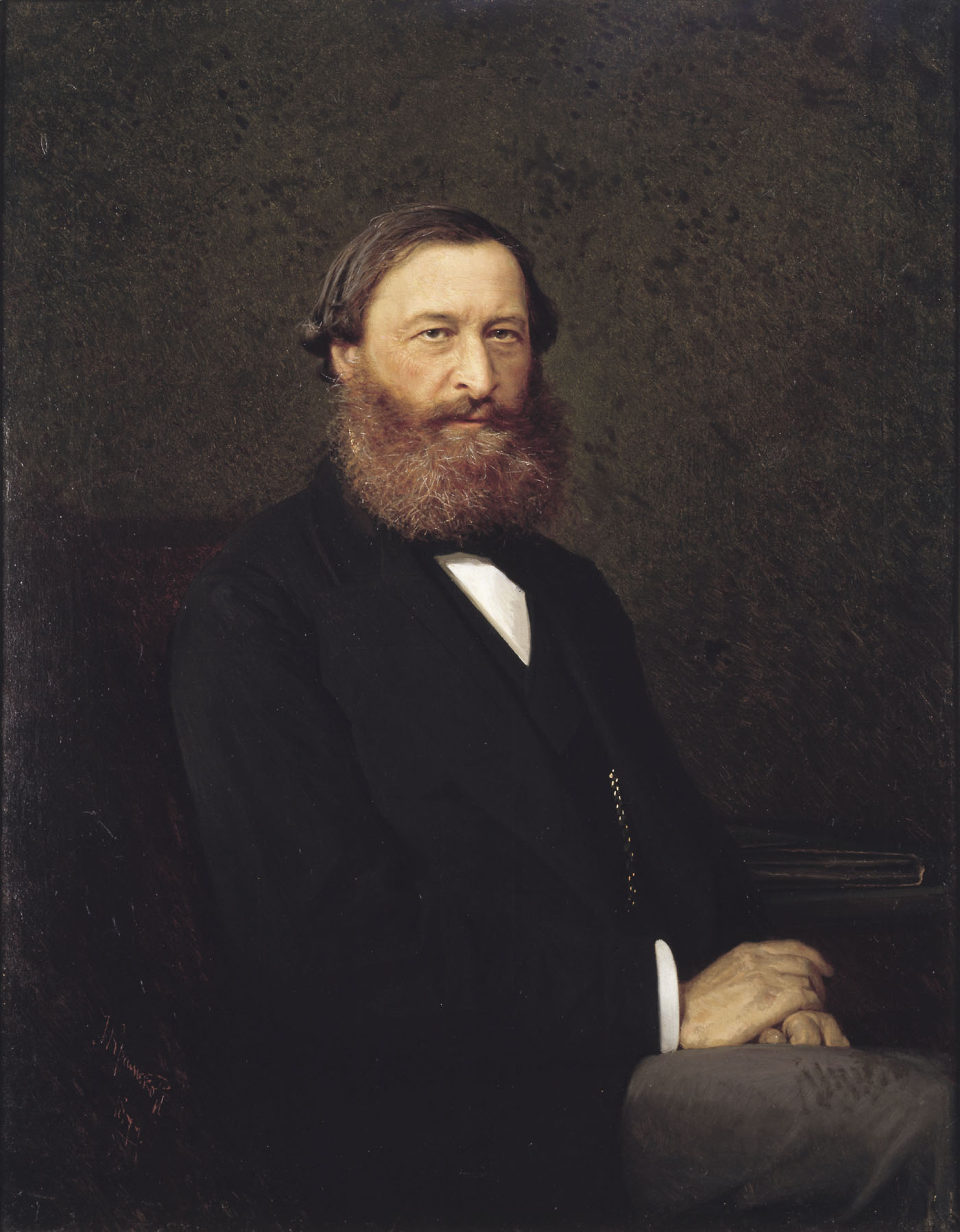
Yuri Samarin (1819-1876)
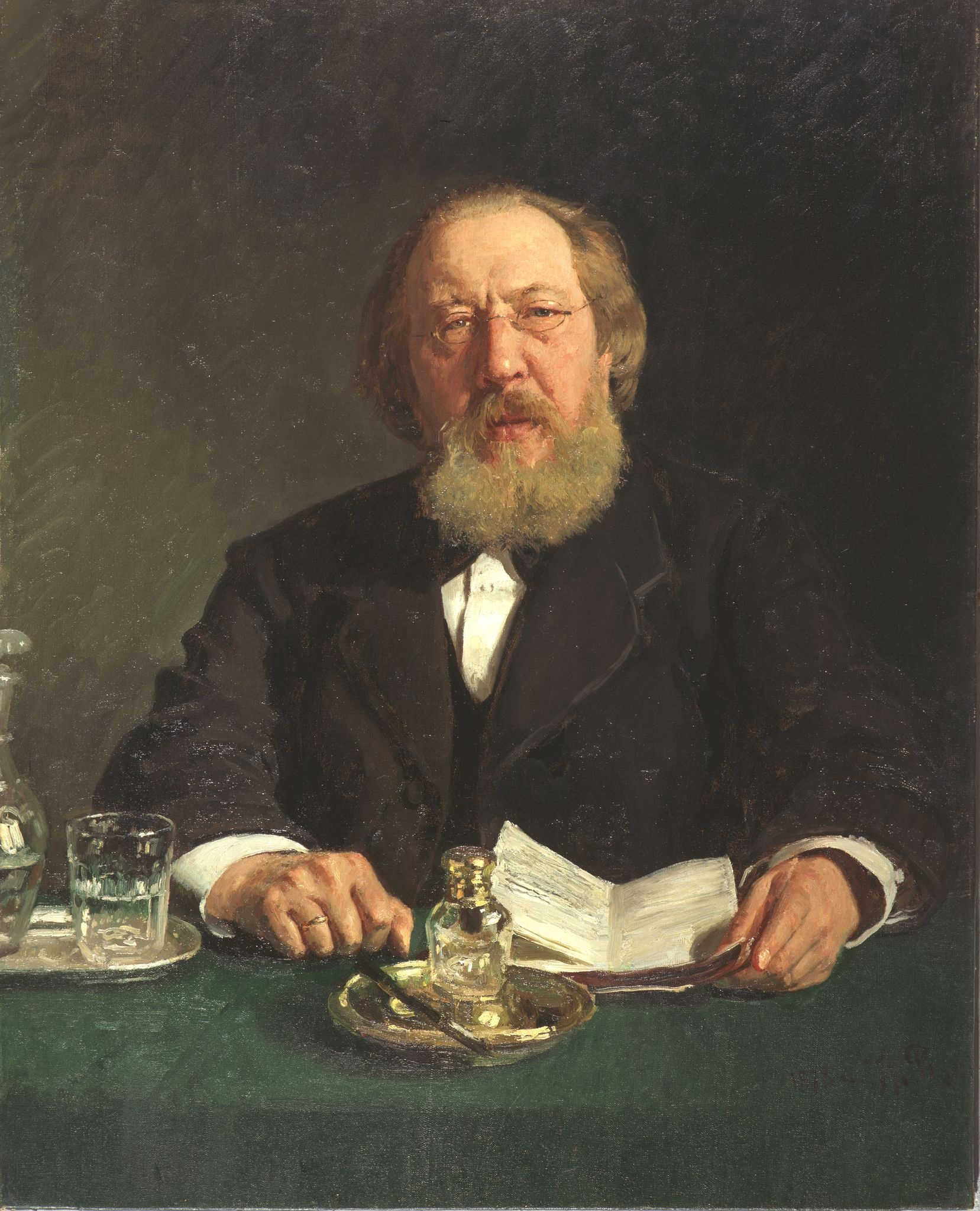
Ivan Aksakov (1823-1886)

### El movimiento nihilista
Específicamente en Rusia, el movimiento nihilista fue una corriente de pensamiento, particularmente vibrante en la década de 1860, que se desarrolló rápidamente a finales de la década de 1850, a principios del reinado del zar Alejandro II, para cesar con la misma rapidez a principios de la década de 1880, tras el asesinato de este mismo zar a manos de los revolucionarios. Se trataba menos de un movimiento filosófico, como suele concebirse en Occidente, que de un grupo de individuos —los «nihilistas»— cuyas convicciones políticas radicales eran al mismo tiempo una combinación de anarquismo, populismo e individualismo. Críticos de las artes y de la literatura (algunos, como Nikolái Dobroliúbov, incluso se especializaron en crítica literaria), y oponentes declarados de la religión, la autoridad y las instituciones, en particular de la monarquía zarista, copartían como base teórica una forma de cientificismo, como el personaje en la novela de Turguénev: Bazárov. Fue a partir de la publicación de esta novela cuando se popularizó la figura del nihilista ruso. El movimiento nihilista provocó una profunda división dentro de la intelligentsia de la época, que luego se dividió entre «nihilistas» y «antinihilistas».
Podemos distinguir, de acuerdo con Charles Moser, tres orientaciones principales dentro del nihilismo ruso, identificables históricamente:
- el nihilismo intelectual (décadas de 1850-1860), que «somete todas las ideas recibidas a la prueba de la razón, con la presuposición de que estas pruebas conducirán al rechazo de la mayoría de los principios tradicionales»;
- el nihilismo político (décadas de 1860-1870), que «niega las estructuras sociales y políticas existentes con la esperanza de que se creen nuevas estructuras en su lugar»;
- el nihilismo «metafísico» (finales del siglo XIX-principios del siglo XX), que es «un nihilismo de la desesperación que generalmente resulta en la muerte».

El nihilismo intelectual surgió en Rusia en el contexto de la filosofía llamada «científica». Esta filosofía despegó allí a mediados del siglo XIX, con la lectura de autores naturalistas como Charles Darwin, Ludwig Büchner, Jacob Moleschott e incluso Herbert Spencer. Se oponía en todos los sentidos al idealismo alemán y la filosofía religiosa que habían predominado hasta entonces. Con la introducción, a partir de la década de 1840, del positivismo (que tuvo un gran impacto en Rusia hasta el siglo XX) y del «materialismo científico» procedente de Alemania, parecía despuntar un nuevo periodo del conocimiento humano finalmente libre de sus proyecciones —Dios, el Hombre, el Estado—. En las universidades, los jóvenes educados en estas nuevas ideas, pero también nutridos por las de autores progresistas (Ludwig Feuerbach, Henry Buckle) e incluso subversivos (Max Stirner), se veían inducidos a rechazar las viejas concepciones filosóficas, percibidas como obsoletas, así como la tradición y la religión, consideradas contrarias a la razón.
Según el historiador Richard Pipes, en ningún lugar fue más significativo el impacto de las ideas positivistas y materialistas en el siglo XIX que en Rusia, donde la ausencia de una tradición humanista y de una teología racional hizo que los intelectuales fueran particularmente receptivos a las explicaciones naturalistas. Es también este «vacío» filosófico el que explica, según Papadopoulo, la fuerte influencia en esta época del volterianismo, donde el pensamiento de Voltaire se redujo a una defensa de la ciencia y del progreso frente a la tradición y la religión. Este cambio de paradigma fue acompañado de una transformación del cuestionamiento: a la pregunta idealista «¿Qué somos?» se sustituyó por la pregunta pragmática y positivista «¿Qué se puede hacer?». Por lo tanto, los intelectuales, cada vez más centrados en la acción y las cuestiones sociales, tendieron a polarizarse entre conservadores y revolucionarios, separados por un pequeño grupo de liberales. En este contexto, el nihilismo intelectual se convirtió en nihilismo político y luego en un activismo cada vez más violento. El nihilismo político siguió inspirando el pensamiento revolucionario ruso hasta el siglo XX, particularmente en su justificación de la violencia.

Entre los nihilistas rusos o sus precursores suelen figurar: el pensador anarquista Mijaíl Bakunin, el líder del movimiento populista ruso Nikolái Chernishévski (de tendencia materialista), los principales representantes del positivismo ruso Piotr Lavrov y Nikolái Mijailovski, y los materialistas y populistas Nikolái Dobroliúbov y Dmitri Písarev. Este último suele considerarse el arquetipo del pensador nihilista.

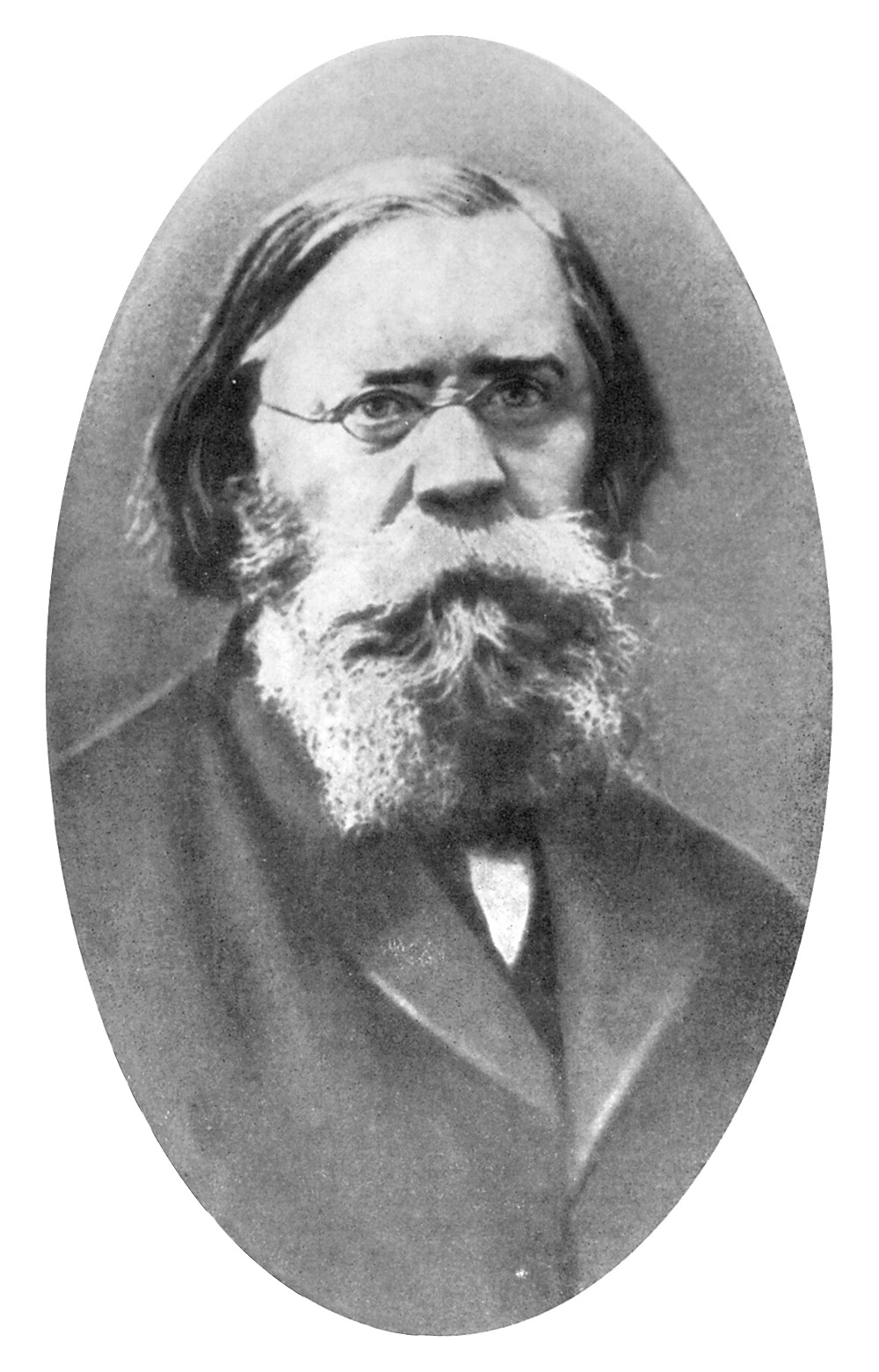
Piotr Lavrov (1823-1900)
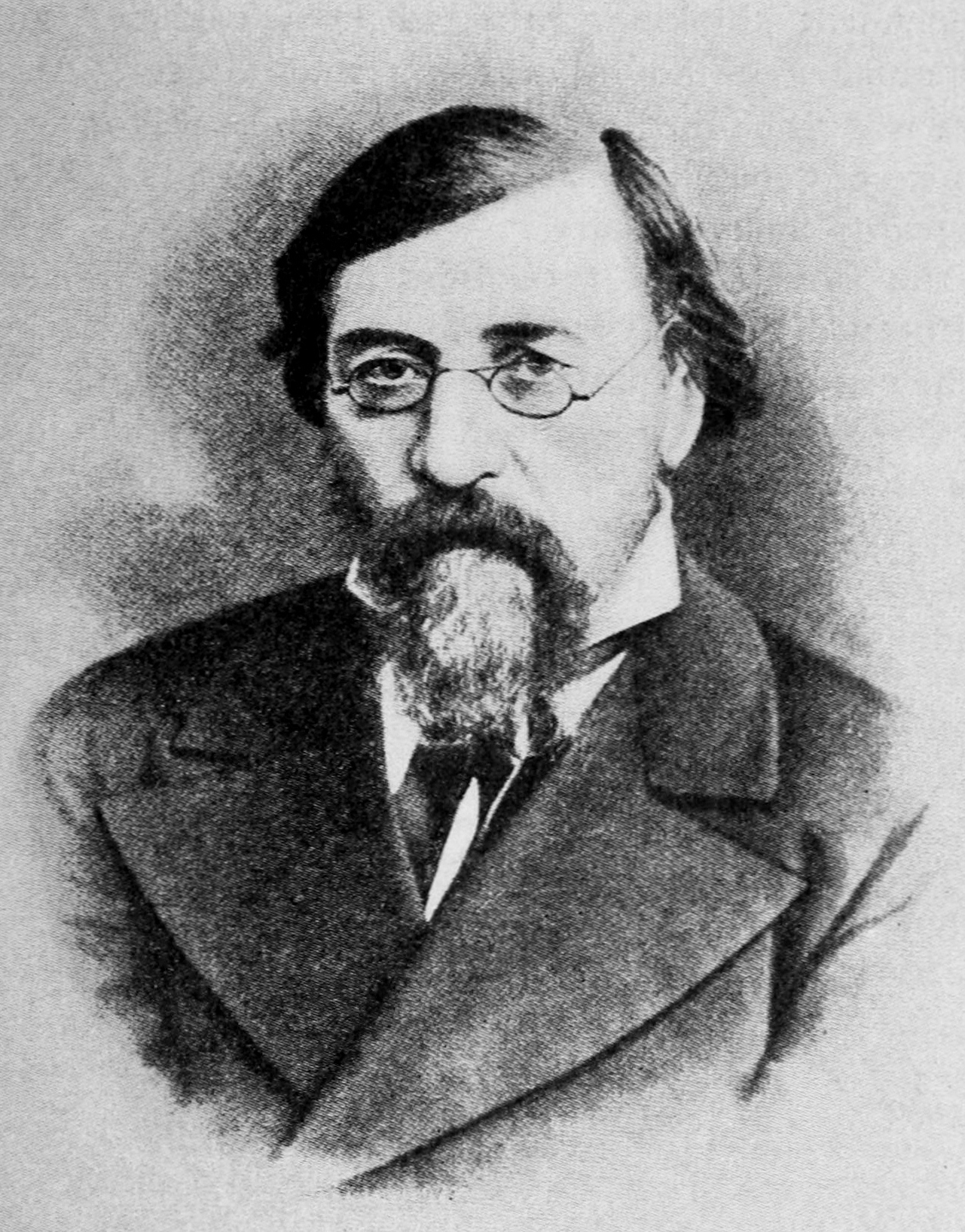
Nikolái Chernishévski (1828-1889)
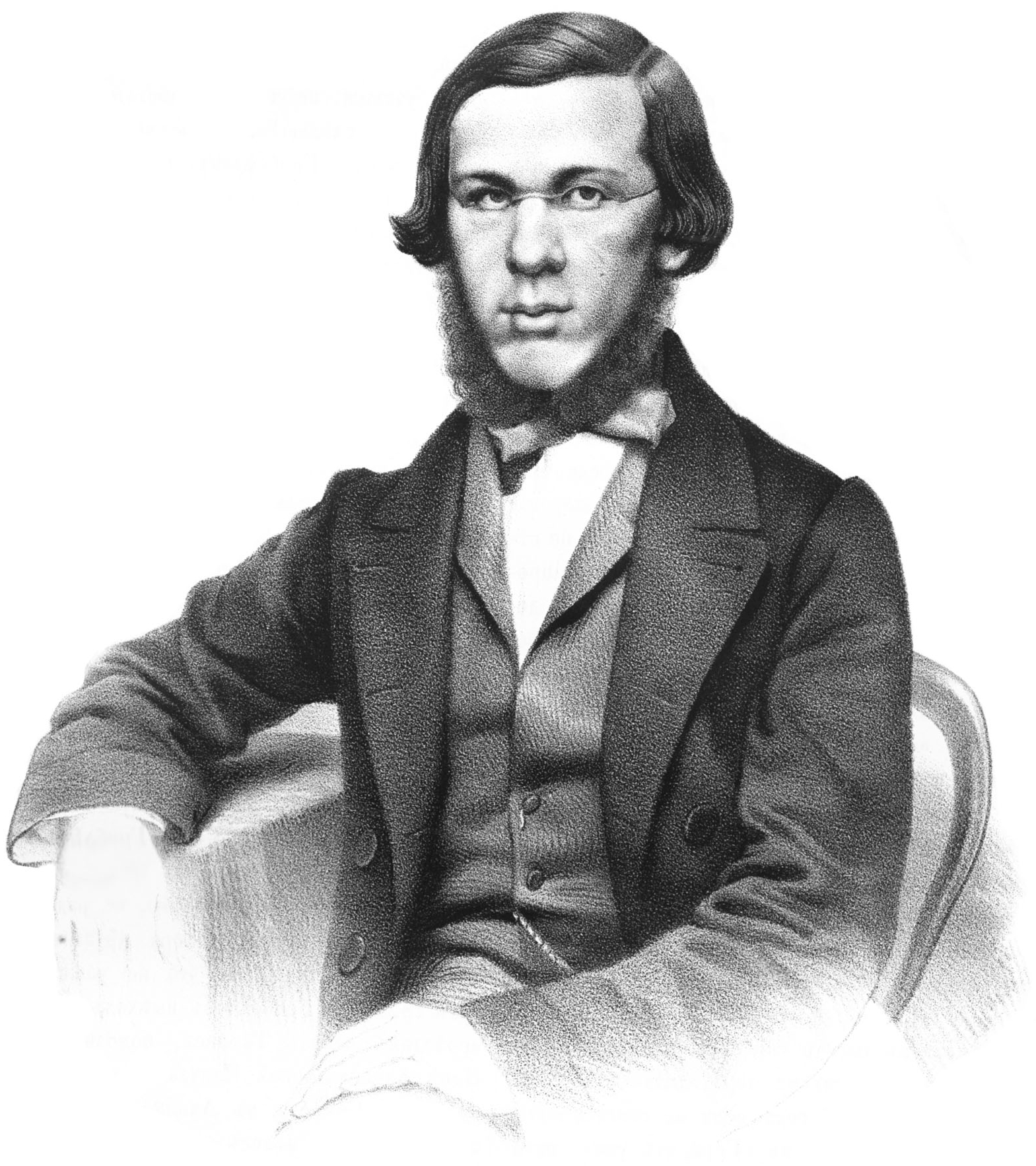
Nikolái Dobroliúbov (1836-1861)
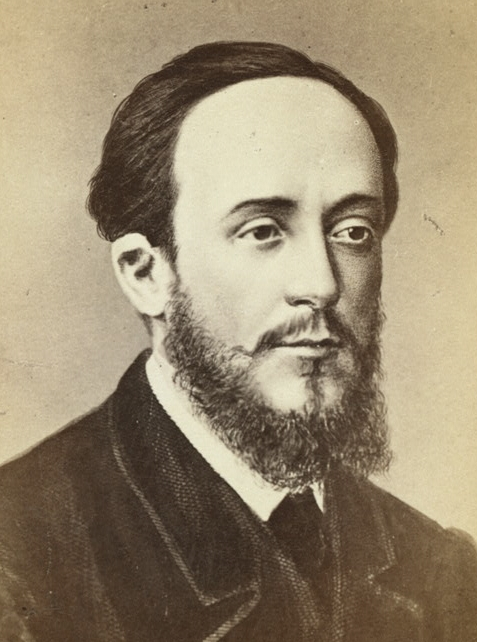
Dmitri Písarev (1840-1868)
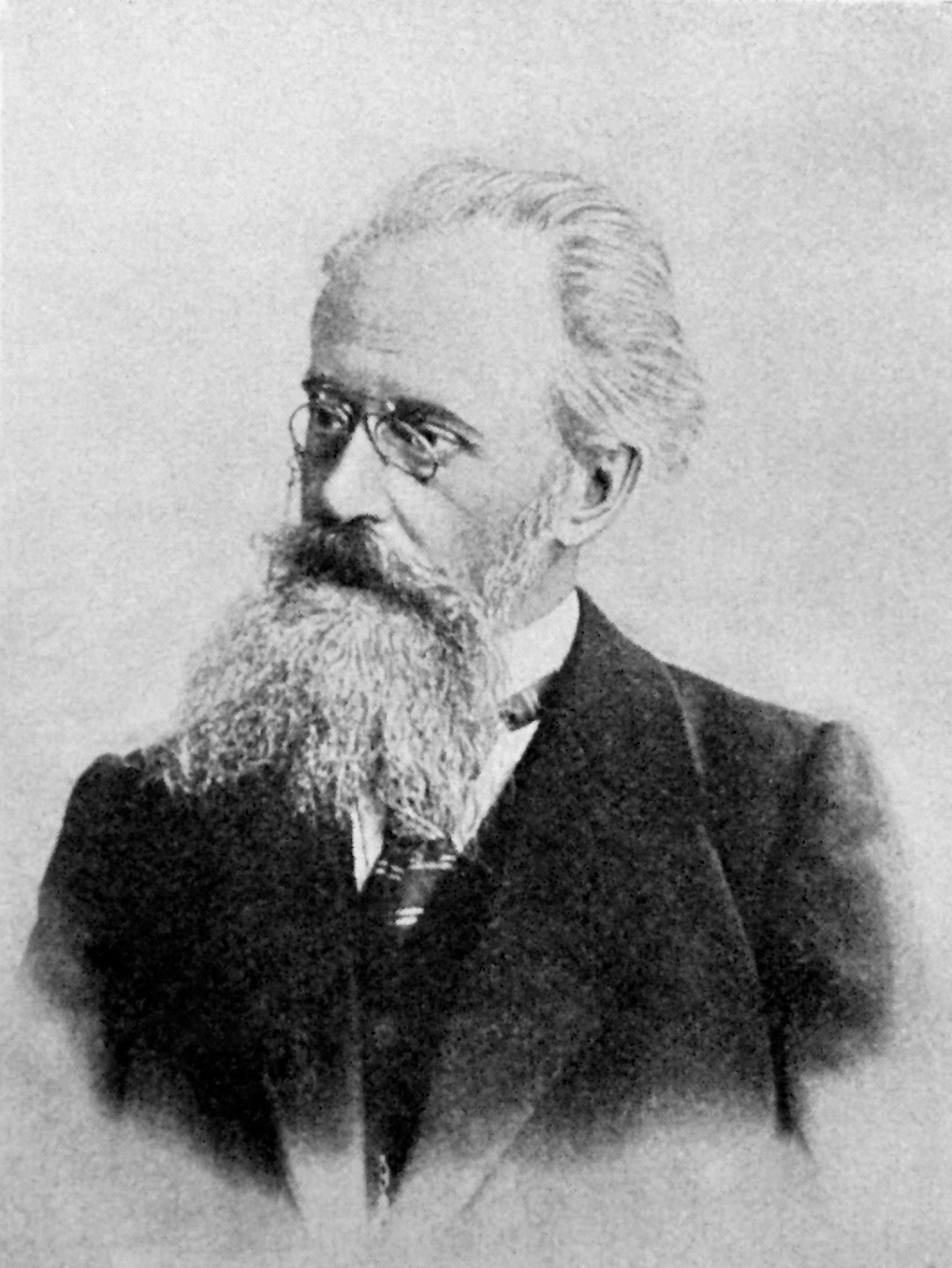
Nikolái Mijailovski (1842-1904)

### Soloviov y la Edad de Plata

#### Soloviov

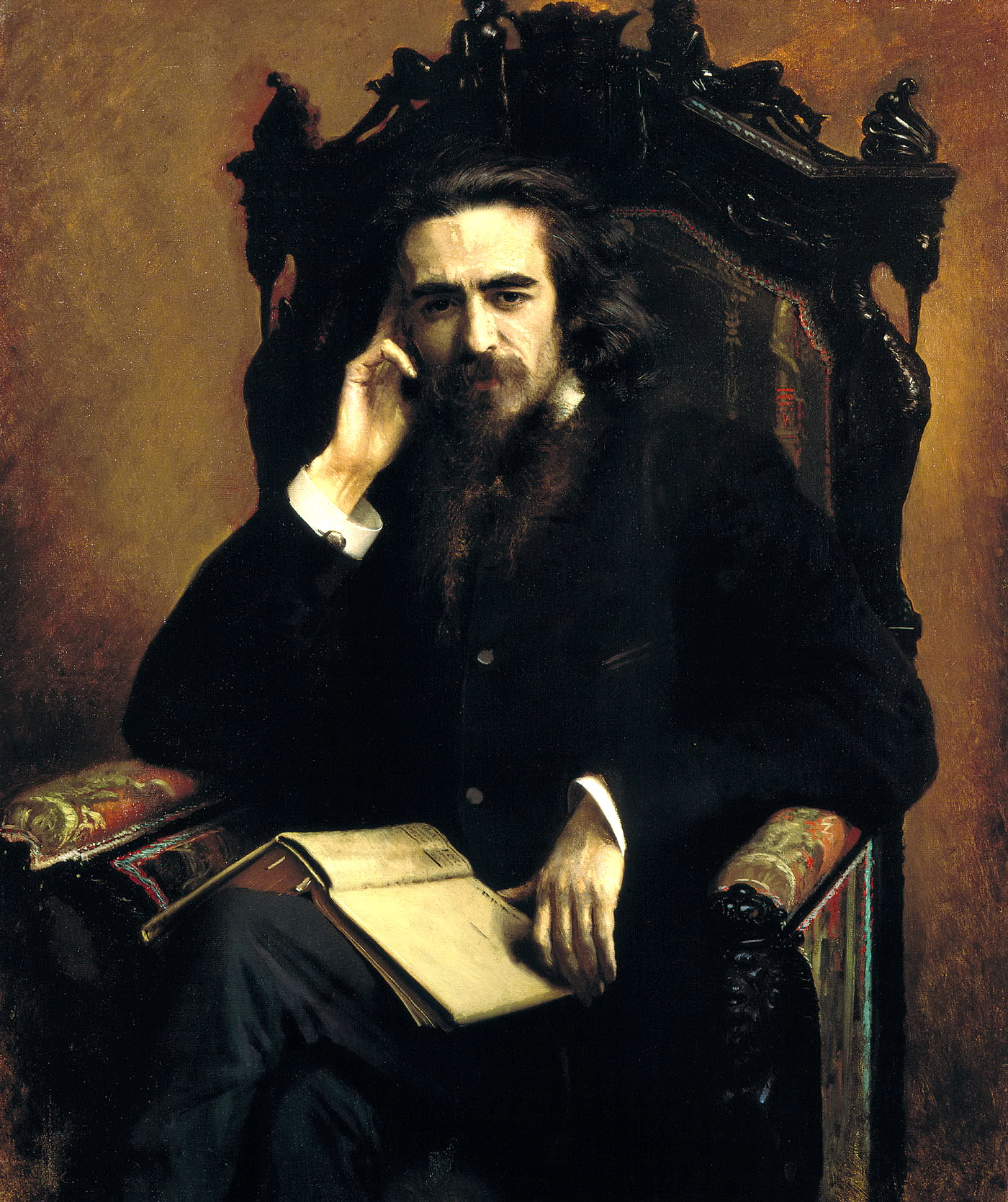
Retrato de Vladímir Soloviov, fechado en 1885. Soloviov fue el creador de un sistema filosófico muy influyente conocido como «filosofía de la unitotalidad».

Vladímir Solovyov fue una figura esencial de la filosofía y la cultura rusas. Durante el último cuarto del siglo XIX, creó el primer sistema filosófico original en el ámbito ruso: la «filosofía de la unitotalidad». Esta se basaba en los dos conceptos clave de «divino-humanidad» (o «teandricidad») y «sofiología». Fue Soloviov quien introdujo por primera vez la idea de un estudio específico de la Sofía en el que se articularan tanto el ámbito del misticismo como el de los conceptos. Casi todos los filósofos que le sucedieron en Rusia tuvieron que refererise a él, ya sea criticándolo o desarrollando su pensamiento. Como resultado, se le considera el fundador de la filosofía rusa propiamente dicha. Si bien los problemas filosóficos que abordó no eran nuevos, se convirtieron en fundamentales para su generación, y el platonismo que revivió reveló un trasfondo específico de la filosofía rusa. Además de esta influencia platónica, la doctrina de Soloviov hacía referencia al neoplatonismo (Plotino, Proclo), al gnosticismo griego y judío, a Böhme, a Spinoza, a los románticos alemanes, a Hegel y a los pensadores eslavófilos (Jomiakov, Kireyevski). Para él, el objetivo de la filosofía consistía en lograr una síntesis entre «conocimiento filosófico» y la fe religiosa, en particular la cristiana. Este objetivo de «conocimiento integral» aspiraba a la unidad de la teología, la filosofía y la ciencia.
Siguiendo la tradición teológica de la apocatástasis, Soloviov interpretó la evolución natural y el proceso histórico como pasos en la restauración de la unidad entre lo divino y lo humano («divino-humanidad»), unidad que se rompió después de la Caída. También rehabilitó el enfoque apofático o negativo del absoluto que ya habían adoptado Plotino, Proclo, Pseudo-Dionisio o Nicolás de Cusa. El apofatismo de Soloviov, sin embargo, no se limitó a caracterizar lo absoluto en términos negativos para significar su trascendencia ontológica y cognitiva. Las calificaciones de Dios como «Abismo», «Nada» o «Vacío» no capturan, en su opinión, plenamente la esencia de lo divino; sólo indican que es inadecuado utilizar la categoría metafísica del ser en relación con él. Dios no es «un ser»; tiene el estatus indeterminado de «Ser absoluto», de aquello que no es tal o cual, según una determinada esencia, sino de aquello que existe de manera absoluta y supraesencial. En este sentido, se puede definir a Dios como «nada y todo —nada, porque no es nada, y todo, porque no se le puede privar de nada—». Esta definición sitúa la teología de Soloviov en la tradición mística, incluso más allá del contexto ruso, pero también en la tradición filosófica rusa de la Edad de Plata que le sucedió inmediatamente.
La sofiología de Soloviov forma parte de una visión unitaria de la relación entre lo creado y lo increado , la de la «unitotalidad», donde se mezcla la idea de humanidad con las nociones de Dios y del mundo. Ya en 1874, en su tesis doctoral, Soloviov describió el movimiento del pensamiento occidental como una emancipación de la autoridad revelada. en su opinión, fue a partir de este proceso de emancipación que el pensamiento occidental se ha alejado de su verdadero objetivo: captar la unidad intrínseca de la realidad. Soloviov recurrió entonces a los recursos de la tradición religiosa rusa y ortodoxa para captar esa parte de la realidad que escapa a la razón limitadora del hombre que fragmenta todo lo que concibe. Esta realidad se le apareció bajo los rasgos femeninos de la Sofía. En ella se transfigura la materia, y a través de ella se encarna el espíritu. Fue, según Soloviov, este misterioso fenómeno de la encarnación «sofiánica» lo que hace de la sofiología la clave principal de la inteligibilidad de la realidad. Con Soloviov, la Sofía adquiere un doble aspecto y se identifica unas veces con el mundo de las ideas en el Absoluto, otras con el Principio Absoluto en su manifestación. Esta dualidad de la Sofía expresa su carácter mediador: en sus diversos aspectos, se relaciona tanto con el mundo divino como con el mundo creado. Soloviov define a la Sofía en esta perspectiva, a veces como el cuerpo de Dios, a veces como el alma del mundo.

#### El concepto de la Edad de Plata

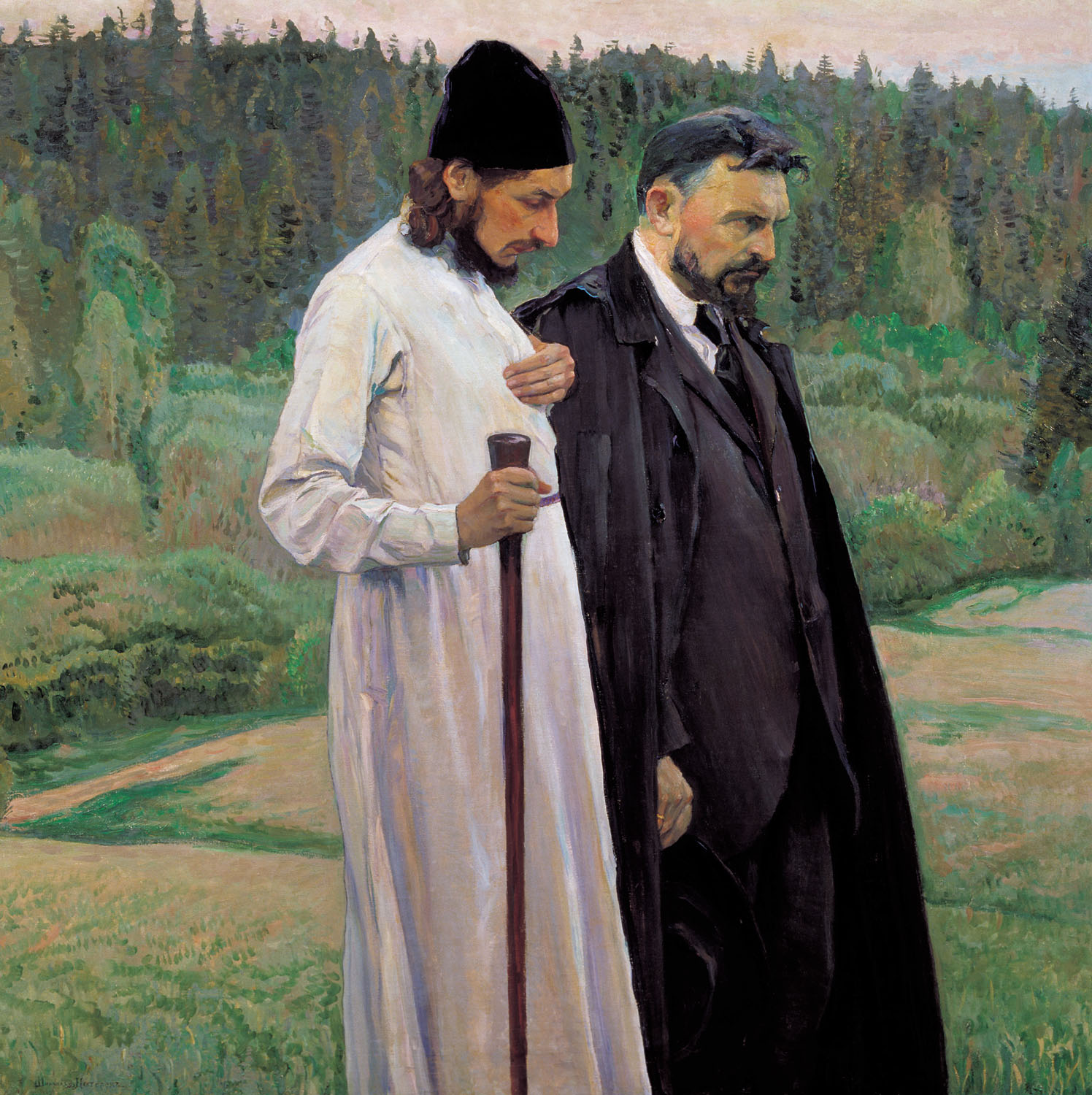
Los filósofos Pável Florenski y Serguéi Bulgákov en 1917, por el pintor simbolista Mijaíl Nésterov, los tres grandes representantes de la Edad de Plata.

La expresión «Edad de plata», o algunas veces «siglo de plata», caracteriza los diversos intentos de investigación innovadora que tuvieron lugar en Rusia, entre los años 1890 y 1920, e incluso más tarde en los círculos de emigrados, en torno a la literatura, la pintura, la música, el teatro y el ballet, así como a la filosofía. Su fruto fue la rápida aparición de nuevas tendencias, como el impresionismo, el simbolismo y el modernismo. Se hace eco de la expresión «fin de siècle», comúnmente designando los movimientos culturales y artísticos franceses surgidos a finales del siglo XIX, y se relaciona con la noción de «Edad de Oro» de la literatura rusa, que designa el período de los primeros grandes escritores rusos (Aleksandr Pushkin, Mijaíl Lérmontov, Nikolái Gógol), comprendido entre los años 1810 y 1830. Fiódor Dostoyevski (aunque novelista) y Vladímir Soloviov son generalmente considerados los precursores de la Edad de Plata en filosofía. Bajo su influencia, muchos pensadores rusos se inclinaron cada vez más hacia la religión ortodoxa, pero también hacia otras religiones o tradiciones.
Nikolái Berdiáyev, que se considera un filósofo de la Edad de Plata, caracteriza este período de la filosofía rusa como un verdadero renacimiento, aunque de tipo exclusivamente religioso, y más concretamente cristiano:
«El Renacimiento ruso fue [...] una filosofía religiosa, y más precisamente una filosofía cristiana [...]. Esta observación se aplica también —aunque con algunas restricciones y precisiones— a autores como Rózanov, anticristiano por excelencia, o Shestov, que subrayó su filiación con el judaísmo. Ni siquiera es posible considerarlos como excepciones que confirman la regla; más bien hay que decir que cada uno de ellos fue un caso complicado y paradójico de dependencia del mensaje cristiano».
De hecho, la reflexión filosófica asociada a la Edad de Plata se desarrolló esencialmente en relación con los dogmas cristianos. Teresa Obolevtich compara la relación entre filosofía y religión durante este período con los intentos de sintetizar filosofía y Revelación en la era patrística. Sin embargo, la amplitud del pensamiento crítico a principios del siglo XX llevó a ciertos pensadores, como Tolstói y Merezhkovski, a buscar la verdad fuera de la Iglesia institucional, una «nueva consciencia religiosa». Estos pensadores reivindicaron el derecho a relacionarse con Dios independientemente de cualquier autoridad, llegando incluso a defender el anarquismo religioso. Esta tendencia continuó incluso después de la Revolución de Octubre, y ciertas asociaciones filosófico-religiosas continuaron existiendo durante algunos años más. Pero en 1922, Lenin condenó al exilio a varios cientos de intelectuales rusos, incluida la gran mayoría de los filósofos religiosos que no habían huido del régimen. Entre los pensadores religiosos que permanecieron en el país, los que aún vivían en los años 1930, sufrieron la represión de las autoridades, como Pável Florenski o Aleksei Losev.

### La reflexión religiosa de la Edad de Plata

#### Trubetskói

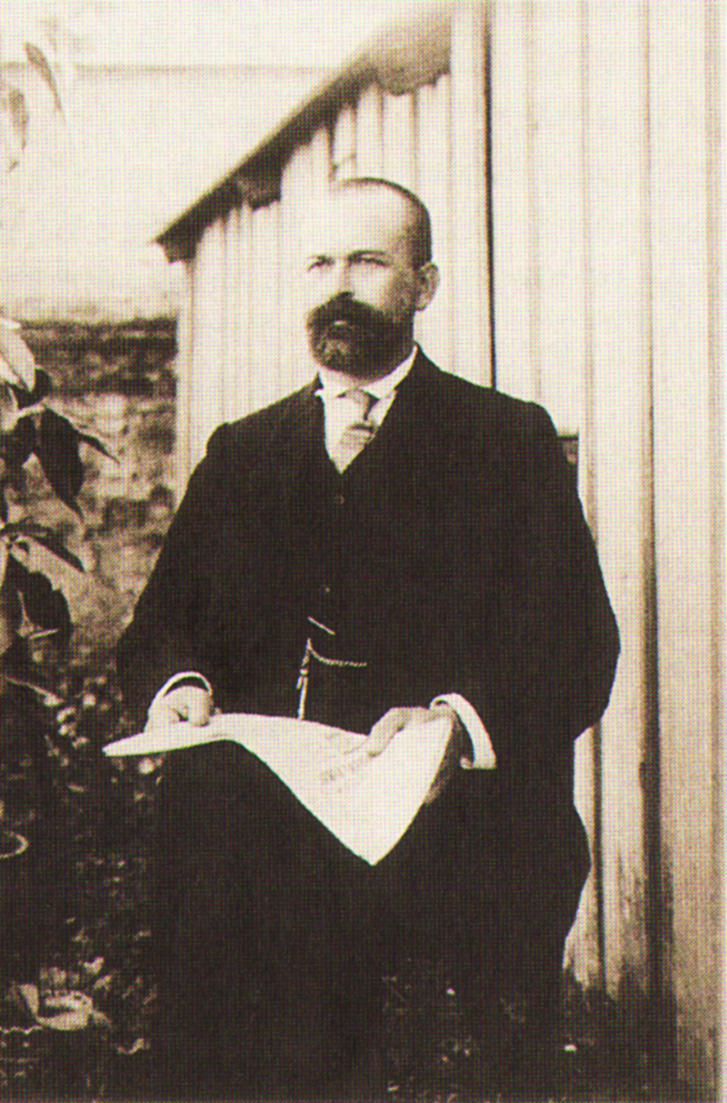
Yevgueni Trubetskói en 1910.

Gran figura de la vida intelectual bajo Nicolás II, marcada por una efervescencia de reflexiones y debates sobre la religión, Yevgueni Trubetskói (no confundir con su hermano Serguéi Trubetskói) se convirtió durante la guerra civil rusa en uno de los ideólogos de referencia del Movimiento Blanco. Filósofo de la «unitotalidad» como Vladímir Soloviov, expresó sin embargo su desacuerdo con él en lo que respecta a la relación de Dios con la creación, especialmente en una obra publicada en 1913 y titulada La visión del mundo de Soloviov. Mientras Soloviov defendía la tesis de la unidad de esencia de Dios y del mundo, Trubetskói afirmaba su exterioridad recíproca. Según él, Dios, tiene total libertad de voluntad, y es imposible asimilarlo a la creación. Él crea el mundo en un acto puramente libre, de la nada, y el hombre no puede comprender las razones de esta creación. Es también en la libertad de Dios que se basa la libertad del individuo. Si para Soloviov las relaciones entre Dios y el hombre se basaban en el amor, para Trubetskói se basaba en la libertad de elección, que es fuente tanto del bien como del mal. El hombre elige su propio camino y es responsable del mal en el mundo. Esta concepción del hombre acerca a Trubetskói al existencialismo cristiano.
Apegado a la idea de la trascendencia divina, Troubetskói también era crítico con la doctrina «sofiológica» defendida por Soloviov. Consideraba que el error fundamental de este último era haber identificado a la divina Sofía con el alma del mundo, haber visto en ella la sustancia espiritual de este mundo caído y haber vinculado así el mal terrenal a un estado degradado y corrompido de la Sofía. En El sentido de la vida, publicado en 1918, dirigió una crítica similar a su contemporáneo Serguéi Bulgákov, señalando en su sofiología «las huellas de un gnosticismo invicto, de tipo platónico e incluso schellingiano». Según Trubetskói, la Sofía debe ser devuelta completamente a la esfera de lo trascendente. Ella no es la mediadora entre Dios y la criatura, sino la sabiduría y la fuerza divinas, inseparables de Cristo; el mundo caído es perfectamente distinto de ella. Si allí puede revelarse casi físicamente, como la luz del día, e incluso realizarse allí, no puede constituir el principio de su desarrollo y de su perfección. Mientras que para Soloviov las ideas eternas de Dios eran, en la  Sofía, la imagen ideal de las criaturas futuras, todas ellas destinadas a realizarse algún día, Troubetskói veía en la contingencia de las producciones humanas una refutación de este punto de vista.

#### Florenski
Pável Florenski es un pensador único no sólo de la filosofía rusa sino también de la mundial. En 1899 dijo haber tenido una experiencia mística que lo condujo a la religión, y al año siguiente comenzó a estudiar física y matemáticas en la Universidad de Moscú, donde demostró ser un estudiante particularmente talentoso. En sus investigaciones, pasó del platonismo matemático al platonismo religioso, intentando desarrollar una visión integral del mundo donde, sobre la base de la filosofía matemática, la ciencia y la religión debían unirse. Ordenado sacerdote ortodoxo en 1911, tras realizar estudios de teología, siguió combinando en su obra consideraciones religiosas, estéticas, lingüísticas y científicas. Después de su muerte recibió el sobrenombre de «Leonardo ruso», especialmente por la diversidad de sus intereses y su supuesta genialidad. Florenski ejerció una fuerte influencia sobre ciertos grandes nombres de la filosofía rusa: Serguéi Bulgákov, Vassili Rózanov y Aleksei Losev. Tras la revolución de 1917, fue uno de los pocos filósofos que decidió quedarse en la URSS, donde trabajó como ingeniero mientras seguía usando la sotana. Fue ejecutado en un gulag en 1937.
Florenski definió su pensamiento como una «metafísica concreta». Lo describe como «concreto» en primer lugar en el sentido de que se basa en la idea de un vínculo indisoluble entre los distintos aspectos de la realidad (Florensky habla de «consustancialidad»), pero también en el sentido de que no pretende construir un «conocimiento integral», como Soloviov. Más bien, pretende comprender la especificidad de cada esfera de la realidad, con interés en los detalles, en las cosas de la vida ordinaria que comúnmente se describen como concretas. Sin embargo, muy influenciado por Soloviov, retomó de él el tema de la Sofía, en una perspectiva que pretende acercarse a la tradición ortodoxa, donde dogma, liturgia e iconografía se mezclan indisolublemente.  Él ve en la «Sofía» la realidad cósmica entendida como un todo, unida por el amor a Dios e iluminada por la belleza del Espíritu Santo. Florenski describe la Sofía no como una esencia metafísica, dada por una definición lógica, sino como una realidad religiosa, enfatizando así el carácter primario y auténtico de la intuición religiosa en relación con la razón y las especulaciones filosóficas que resultan de ella.

### El cosmismo
El cosmismo es una corriente de pensamiento original que apareció en Rusia a finales del siglo XIX. Según su tesis fundamental, las mayores aspiraciones de la humanidad, como la inmortalidad, podían satisfacerse, no mediante transformaciones sociales o un desarrollo espiritual, sino mediante una especie de transfiguración del cosmos en la que el hombre debía ser el actor principal. Los principios del cosmismo ruso fueron teorizados por primera vez por Nikolái Fiódorov y su proyecto de «obra común». Pero fueron Konstantín Tsiolkovski y Vladímir Vernadski los responsables de los desarrollos más notables del llamado cosmismo «científico».

#### Fiódorov

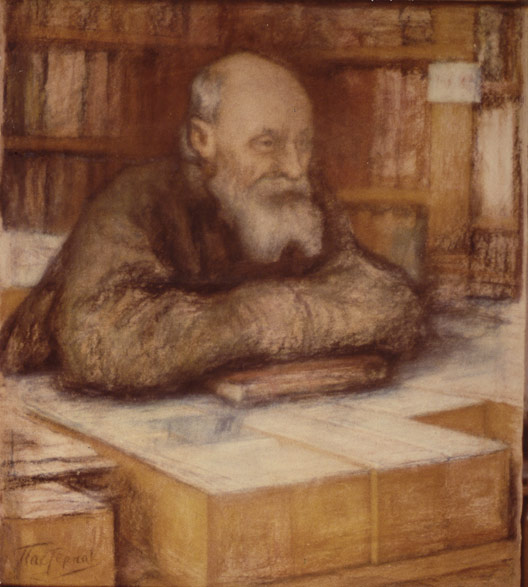
Nikolái Fiódorov representado en su biblioteca del Museo Rumyantsev de Moscú.

La filosofía de Nikolái Fiódorov ocupa un lugar especial en la historia de la filosofía rusa. Aunque forma parte de una cierta tradición filosófica y religiosa asociada al cristianismo ortodoxo, no desarrolla tanto una concepción del mundo como un programa de acción a escala cósmica, con miras a una verdadera liberación de la «humanidad». El hombre, según Fiódorov, debe ser capaz de vencer las fuerzas de la naturaleza y superar su naturaleza mortal, a la que fue reducido por el pecado original y la discordia. Toda su filosofía se basa en la noción de «obra común», o «gran obra», que es nada menos que la lucha colectiva de los hombres contra la muerte, el mayor mal según Fyodorov. Se trata de un proyecto para la resurrección universal de la humanidad, con una perspectiva a muy largo plazo (al menos varios miles de años) y basado en un programa tecnocientífico extremadamente ambicioso. Este programa de acción debe conducir a la restauración de la vida en su unidad original (apocatástasis), lo que equivale a restablecer, mediante la acción colectiva, la unidad individual de los cuerpos humanos en estado de dispersión.
A través del imperativo de la obra común, Fiódorov aboga por una solidaridad humana verdaderamente universal, frente al individualismo existente en las sociedades modernas. Describe el orden social natural resultante del individualismo como «zoomórfico», porque está sujeto al orden conflictivo de la naturaleza, basado en el egoísmo. Es a consecuencia de este individualismo que las fuerzas de los hombres, al estar fragmentadas, se vuelven impotentes para resolver el problema de la muerte. El antiindividualismo de Fiódorov se basa en esta convicción antropológica y escatológica, y no en una teoría social. También vincula su concepción de la obra común no a ninguna forma de socialismo utópico, sino a la religión cristiana y, más concretamente, a la ortodoxia cristiana. Según él, el cristianismo ortodoxo concede especial importancia a las ideas de resurrección (Pascua) y vida eterna.
Fiódorov defiende también una concepción filosófica que él mismo describe como «proyectivismo» o teoría del proyecto. Condena el pensamiento puramente teórico tal como puede presentarse en tratados filosóficos o teológicos y proclama la necesidad de ponerse en práctica, actuando útilmente. La evaluación de la utilidad de la acción depende de su nivel de contribución al logro último de la humanidad, a saber, su victoria sobre la muerte. Fiódorov ve en su concepción una alternativa a la tradicional oposición entre idealismo y materialismo, o entre «subjetivismo»  y «objetivismo». Mientras que el filósofo (idealista) y el científico (materialista) están ambos absortos en el estudio del ser, que aíslan del deber ser en la noción de «representación», Fiódorov establece su identidad en la noción de «proyecto» (idea a realizar). También establece la identidad del pensamiento y el ser en el deber-ser. En efecto, cuando pensamiento y ser no son idénticos en la realidad, es porque el pensamiento en cuestión, que ha permanecido en estado virtual, debe realizarse.

#### El cosmismo «científico»

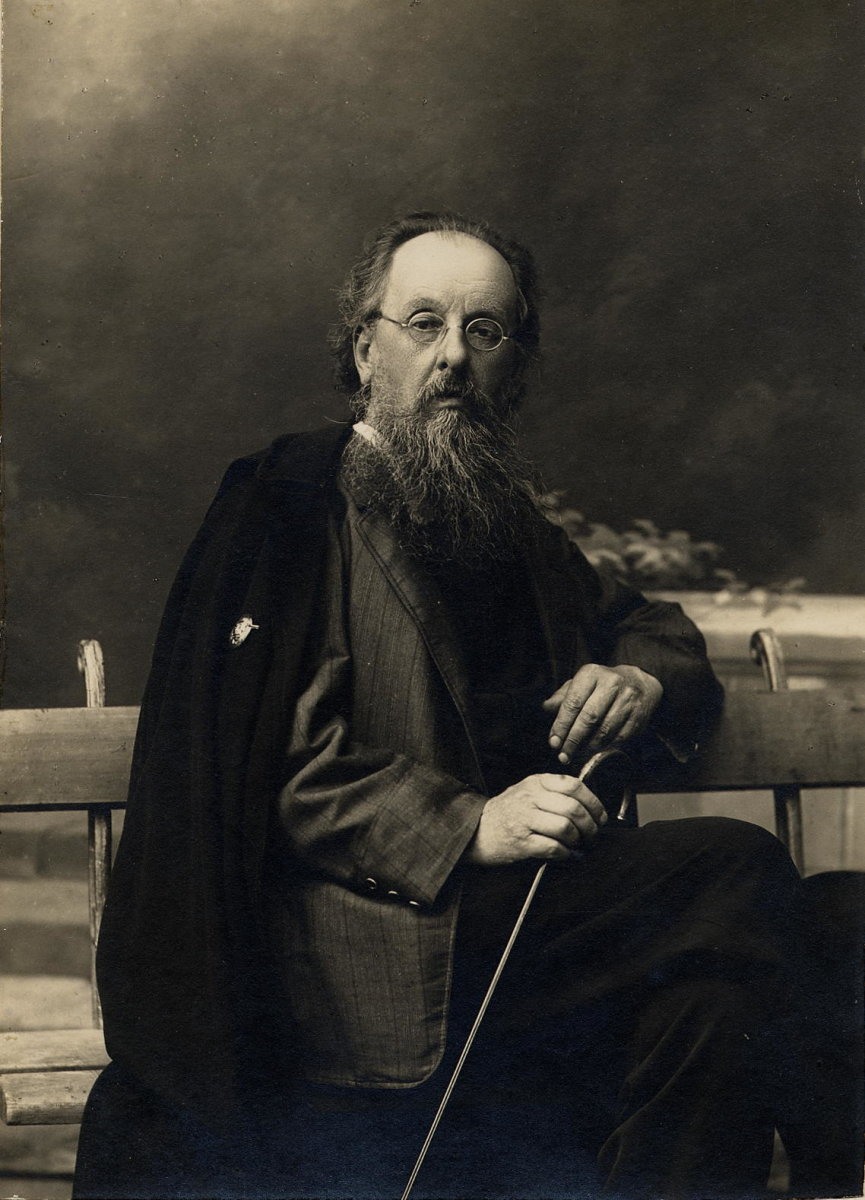
Konstantín Tsiolkovski en 1924. Científico de formación, se le considera el padre de la cosmonáutica rusa.

Se trata del llamado cosmismo «científico» al que se alude con mayor frecuencia cuando se habla de «cosmismo ruso». Svetlana Semionova, una importante figura reciente del movimiento, define esta forma de cosmismo basándose en la idea de «evolución activa», que  convierte al hombre en un ser de transición dentro del proceso de desarrollo universal, capaz, a través de su consciencia, de hacerse cargo de la evolución de su propia naturaleza así como de la del mundo exterior. El historiador de las ideas Michael Hagemeister define el cosmismo científico como un sistema de pensamiento basado en:
- una concepción holística y antropocéntrica del universo, que presupone una evolución «teleológica», es decir, dirigida hacia una meta determinada que da sentido a este proceso evolutivo;
- la identificación del mundo actual con una fase de transición dentro de un proceso que evoluciona de la «biosfera» (esfera de materia viva) a la «noosfera» (esfera de la razón;
- el papel cósmico concedido al hombre que, como ser devenido racional, está destinado a convertirse en agente determinante de la evolución cósmica, extendiendo el proceso de organización y unificación del mundo iniciado en la Tierra a todo el Universo, donde conseguirá hacer desaparecer la enfermedad y la muerte.

La clave de este pensamiento, apoyado por primera vez por el científico e ingeniero Konstantín Tsiolkovski en la década de 1890, es la idea del carácter cósmico de la vida, la estrecha relación e interdependencia entre el macromundo (makromir) del hombre y las dimensiones cósmicas de lo infinitamente grande y de lo infinitamente pequeño (mikromir). El cosmos es visto como un sistema armonioso en el que el átomo y el hombre participan —cada uno en su propio nivel pero de manera similar— y donde contribuyen juntos a la realización de la unidad suprema. El proceso cósmico, llevado por una dinámica racional, consiste en una serie de movimientos cíclicos del ser hacia la perfección, serie que según Tsiolkovski se puede dividir en «eras cósmicas», y donde la evolución del hombre cobra todo su significado. En este proceso, la humanidad debe pasar por varias etapas, cada una de las cuales se extiende a lo largo de un gran número de años:
1. la era del nacimiento, aquella en la que se establece un organismo socioeconómico armonioso
2. la era del devenir, cuya cuenta regresiva comienza con el inicio de la expansión cósmica
3. la era del florecimiento, durante la cual el hombre comienza a dominar las leyes generales del universo
4. la era terminal, una época en la que la humanidad pasa de las formas «corpusculares» de existencia a formas energéticas, las de «radiación», marcando así el fin del sufrimiento de la carne orgánica y el acceso a «eterna felicidad» dentro de la unidad universal.

Es desde el ángulo de la vida biológica que el físico Vladímir Vernadski, contemporáneo de Tsiolkovski, abordó el cosmismo. Ve la vida como una constante eterna en el cosmos, como la materia y la energía. Está presente en forma de germen en la materia a escala subatómica, de donde emerge al nivel de los organismos. Esta emergencia de vida conduce a la formación, sobre la biosfera terrestre, de una nueva capa, denominada «noosfera», donde la vida se organiza racionalmente a través de la actividad humana. Esta racionalización de la vida se considera en sí misma una prolongación del proceso de evolución. Pero la degradación de los recursos naturales de la biosfera no permitirá que la humanidad siga viviendo como vive actualmente. Por lo tanto, tendrá que cambiar radicalmente o perecer en una biosfera degradada. Vernadski imaginó entonces un nuevo avance científico y tecnológico que haría posible la modificación físico-química de la propia constitución del hombre, anticipando así ciertos proyectos transhumanistas basados en la modificación genética.

## Marxismo ruso

### El socialismo no marxista
El marxismo es una ideología y una filosofía política que forma parte de la historia del socialismo. En Rusia, como en Occidente, las ideas socialistas surgieron de representaciones cristianas que se remontan a la Edad Media, cuando ya se planteaban las nociones de justicia social, igualdad de los hombres ante Dios y esperanza en el inminente advenimiento de una «tierra de bienaventuranza». Las aspiraciones sociales siempre tuvieron un claro carácter religioso. Fue en forma de utopías como tomaron forma por primera vez, experimentando una cierta difusión a partir de este período, como ocurre con las colecciones del monje Eufrosino escritas en el siglo XV. En el siglo XVIII se describieron en diversas formas literarias nuevas utopías sociales, esta vez fieles al espíritu de la Ilustración. También circularon traducidas utopías de origen extranjero, como la Utopía de Tomás Moro o determinadas obras de Rousseau. En el siglo XIX, a partir de la década de 1830, un utopismo eslavófilo y ortodoxo se difundió a través de artículos de revistas, adquiriendo rápidamente una influencia considerable. Los utópicos eslavófilos (Jomiakov, Kireyevski, Aksakov, Samarin) veían en la comunidad campesina el remedio para todos los males que socavaban la civilización occidental, en particular el individualismo y el capitalismo industrial. Su ideal social se basaba en la noción ortodoxa de Sobornost («comunidad espiritual») y se traducía en una aspiración a un cierto colectivismo religioso alcanzado por las comunidades campesinas. Los eslavófilos, como la gran mayoría de los socialistas rusos antes de la expansión del marxismo, tomaron como modelo el mir (u obschina), un tipo de comuna agrícola muy extendida en Rusia y donde ya se practicaba una forma de colectivismo.
Muy diferente del utopismo eslavófilo, la ideología del Círculo de Petrashevski, al que pertenecía Dostoyevski, marcó en la década de 1840 el momento en que los pensadores rusos de tendencias occidentalistas pasaron al socialismo utópico. Para Mijaíl Petrashevski, la teoría socialista procedía del materialismo filosófico y se basaba en el método empírico e inductivo. Los miembros de este círculo compartían algunas tesis esenciales de Charles Fourier, cuya herencia reivindicaron, en particular la idea de un cambio en el modo de producción para luchar contra el empobrecimiento de las clases trabajadoras. Pero la primera contribución teórica importante al socialismo utópico vino, en la década de 1860, de Nikolái Chernishevski, un filósofo «populista» y principal inspiración del nihilismo ruso. Chernishevski combinó las ideas del socialismo con una antropología filosófica del tipo «hegeliano de izquierda», enfatizando el valor inherente del trabajo, la satisfacción de las «necesidades razonables» y el papel de las masas trabajadoras en el nuevo Estado. La organización del trabajo debía promover el principio de cooperación, y la comuna campesina, como «forma superior de relación entre el hombre y la tierra», debía constituir el elemento básico de la nueva sociedad. Chernishevski, junto con Bakunin, Lavrov y Mijailovski, fue en Rusia uno de los principales representantes de lo que comúnmente se conoce como «socialismo agrario». Estos autores son a menudo calificados de populistas por su constante referencia al «pueblo» formado por campesinos y artesanos (Narod), y por su desconfianza hacia el Estado (algunos, como Bakunin, también son teóricos del anarquismo).
Hacia finales del siglo XIX, junto con el utopismo revolucionario, se desarrolló en Rusia un socialismo de inspiración cristiana que veía en Cristo, en palabras de Soloviov, «el punto central de la historia mundial». Este socialismo religioso es defendido de diferentes formas por los representantes más eminentes de la vida cultural rusa. Entre ellos se encontraban el utopismo cristiano existencial de Dostoyevski, la utopía teocrática de Soloviov, el socialismo cristiano de Bulgakov, el socialismo «evangélico» de Tolstói, el socialismo cristiano ortodoxo de Nesmelov. En esta etapa del desarrollo de las utopías sociales, la doctrina de Marx parecía ser la expresión más moderna y lograda del socialismo, y casi nunca fue cuestionada. Incluso los pensadores religiosos más críticos con el ateísmo, como Berdiáyev, Bulgakov o Frank, al principio se adhirieron a ella. Las diferencias de interpretación se centraban principalmente en las posibilidades de adaptarlo a las propias condiciones de Rusia. En los últimos años del siglo XIX, estas diferencias adoptaron la forma de una polémica entre los llamados «marxistas legales» (Struve, Berdiáyev, Bulgakov) y los teóricos populistas (Mijailovski, Vorontsov). Los primeros, a menudo de tendencia religiosa, admitían que era inevitable que la sociedad rusa se convirtiera en capitalismo, mientras que los segundos creían que Rusia era capaz de evitar este sistema, considerado inhumano, y debía negarse a enviar a los mujik a las fábricas. Se abrió entonces una nueva etapa en la evolución del pensamiento socialista con Lenin y la creación del movimiento bolchevique en 1903.

### Plejánov y la transición al marxismo

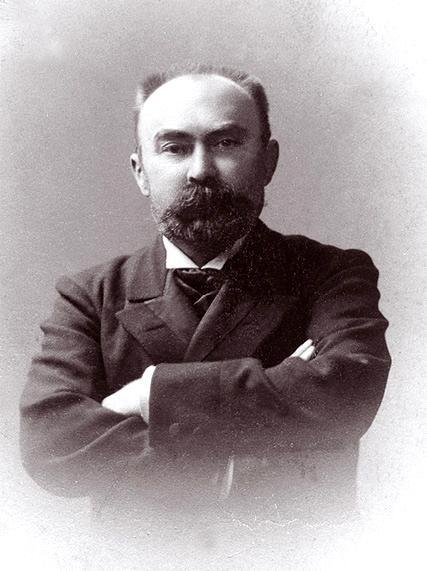
Gueorgui Plejánov introdujo el marxismo en Rusia en la década de 1880.

Fue en gran medida con Gueorgui Plejánov que se produjo la transición histórica del «populismo» al marxismo. El populismo, encarnado por el movimiento naródnik, del que el propio Plejánov fue miembro durante un tiempo, basaba todas sus esperanzas de revolución en el campesinado ruso (un campesinado idealizado formado por «sabios» mujiks), y en la obschina, o mir, una  comunidad campesina autónoma, muy común  en la Rusia del siglo XIX, donde la propiedad de la tierra era colectiva. Antes de la difusión del marxismo entre la intelligentsia, a finales del siglo XIX, la gran mayoría de los pensadores rusos, incluso más allá del movimiento populista, compartían la convicción de que es sobre la base de este núcleo rural y colectivista como se debía alcanzar el socialismo. Esta convicción se puede encontrar tanto entre los eslavófilos (espiritualistas y tradicionalistas) como entre los occidentalistas (materialistas/positivistas y progresistas o revolucionarios). La mayoría de los intelectuales rusos también creían que su país, gracias a sus características particulares, podía evitar la etapa capitalista que rechazaban firmemente por considerarla incompatible con la dignidad humana. Frente a esta concepción específicamente rusa del socialismo, Plejánov, convertido al marxismo después de su encuentro con Engels en 1880, difundió, por el contrario, la idea de que sólo mediante la toma del poder por la clase obrera, ella misma inseparable del sistema capitalista, se podía lograr el socialismo. Además, al creer que el despotismo ruso era incluso peor que el capitalismo occidental, contribuyó a radicalizar la oposición socialista al régimen zarista.
Al llegar al marxismo cuando la mayoría de las obras de Marx y Engels aún eran desconocidas para la intelligentsia, Plejánov inició a principios de la década de 1880 una empresa de exégesis y popularización de la filosofía marxista. La lectura de sus textos contribuyó en gran medida a atraer a Lenin al marxismo,  así como a numerosos intelectuales rusos, incluidos los de tendencia religiosa (Bulgákov, Berdiáyev). Plejánov situó plenamente el marxismo en la tradición materialista y se opuso a cualquier interpretación positivista (en particular la de Bogdánov). También lo asoció con el idealismo dialéctico de Hegel en cuanto al método y concepción del desarrollo del mundo. Él mismo se distanció del marxismo en ciertos puntos doctrinales, considerando, por ejemplo, que la ciencia y la filosofía se ocupan en realidad de la misma cosa, pero a niveles diferentes: la filosofía llega a la esencia de las cosas y estudia el mundo en su conjunto, mientras que las ciencias estudian este mundo dominio por dominio, precisando su estructura. Plejánov vio en la filosofía marxista un sistema de ideas sintéticas que abarcaba toda la experiencia de la humanidad en una etapa determinada de su desarrollo intelectual y social. Sus partes constituyentes son para él: la dialéctica como principio universal del desarrollo («el alma» del sistema), la filosofía de la naturaleza —que, como Engels, intentó formalizar—  y la filosofía de la historia.
Plejánov insistió incluso más que Marx en la materialidad del mundo y su objetividad, calificando su propia doctrina como una «filosofía del objetivo».  Parte del principio de que lo único que realmente existe es la «materia-sustancia», cuyos atributos fundamentales son el movimiento y el pensamiento.La materia, como sustancia o «cosa en sí», es una realidad objetiva, independiente en su existencia de la conciencia que el hombre tiene de ella. Es la fuente de las sensaciones, por cuya mediación se constituye todo conocimiento verdadero. La materia no es una sustancia inerte sino al contrario, es cambiante: el mundo no sólo se transforma constantemente, sino que cambia según las leyes de la dialéctica. Una vez establecidos estos principios, la tarea esencial de la filosofía sería resolver el problema de la relación de la mente con la naturaleza, del pensamiento con el ser o del sujeto con el objeto, sin ceder a las tentaciones del dualismo y el positivismo, limitándose al marco único del monismo materialista y dialéctico. En el plano gnoseológico, Plejánov rechazó la «teoría del reflejo» atribuida a Engels y defendida por Lenin, oponiéndole la llamada «teoría de los jeroglíficos», tomada de Helmholtz.  Ésta considera las percepciones sensibles no como reproducciones más o menos fieles de las cosas en la mente, sino como signos sin semejanza con aquello de lo que son signos, y que informan al cerebro de manera práctica sobre el medio ambiente.

### Bogdánov y el marxismo «científico»

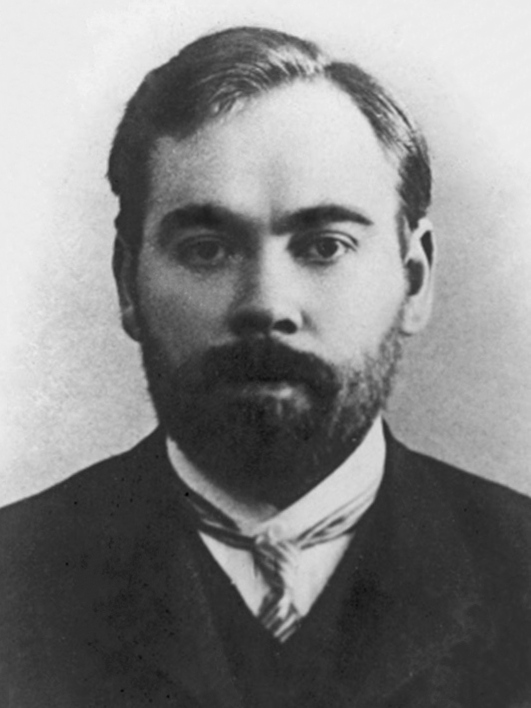
Alexander Malinovski, conocido como «Bogdánov», en 1903. Describió su propia filosofía como «empiriomonismo».

Aleksándr Bogdánov, un estudioso naturalista con múltiples habilidades, fue una de las grandes figuras del pensamiento marxista ruso y del bolchevismo de principios del siglo XX. En el plano teórico, trató de reintegrar la filosofía marxista en la evolución general de la cultura científica y filosófica occidental. También intentó lograr una síntesis entre el marxismo y otros sistemas filosóficos monistas. Para él,  el marxismo era como una ciencia natural de la vida social, basada no en la dialéctica hegeliana, sino en el energetismo de Wilhelm Ostwald, donde todos los procesos, incluidos los sociales, se interpretan como intercambios de energía, es decir, como «trabajo». Del empiriocriticismo de Richard Avenarius y Ernst Mach, Bogdánov tomó prestada la noción de «experiencia», pero dándole un carácter práctico e histórico, para poder integrarla en el marxismo, así como en su propia teoría de la «organización». Sostiene que todo lo que existe puede reducirse a estos dos tipos de realidad que son la experiencia y la organización: la experiencia que constituye la materia del conocimiento y la organización que produce la unidad entre los diversos elementos de la experiencia.
Bogdánov basó este punto de vista en las tres tesis filosóficas fundamentales de lo que él denomina el «empiriomonismo», a saber:
1. el realismo ingenuo, es decir, la convicción de que las cosas son tal y como las percibimos, y no algo escondido bajo la superficie visible de los fenómenos;
2. la primacía de la «naturaleza», es decir, la afirmación del carácter genéticamente primario de las combinaciones no orgánicas (o de las orgánicas más simples), y por tanto del carácter derivado de las combinaciones orgánicas más complejas;
3. el carácter genéticamente secundario de la «mente», identificada con las combinaciones orgánicas superiores y la «experiencia» de estas asociaciones.

A estas tres tesis se suma la del monismo epistemológico: el conocimiento tiende siempre a la unidad, y la filosofía  «no es otra cosa que un esfuerzo por organizar, por devolver a la unidad la experiencia fragmentada, escindida por las necesidades de la especialización». El empiriomonismo de Bogdánov se presenta como una explicación de la aparente dualidad de los fenómenos, en la medida en que parecen a la vez «físicos» y «psíquicos», concibiendo su vínculo según dos enfoques consecutivos:
1. en primer lugar desde un punto de vista genético (refiriéndose al origen), suponiendo un origen común para lo físico y lo psíquico;
2. después, analizando su diferenciación progresiva en el curso de la evolución biológica, considerada en términos de creciente complejización orgánica.

Al principio, Bogdánov colaboró estrechamente con Lenin, a pesar de diferencias filosóficas vinculadas esencialmente a la atracción que ciertas teorías positivistas contemporáneas ejercían sobre Bogdánov (el energetismo de Ostwald, el empiriocriticismo de Avenarius y Mach). Rápidamente, estas disensiones también adquirieron un matiz político: a la táctica pragmática y por tanto flexible de Lenin, Bogdánov opuso el principio de «pureza psicoideológica» del proletariado, lo que le llevó a pronunciarse en contra de la participación de los revolucionarios en organizaciones legales. En Materialismo y empiriocriticismo, Lenin excluyó a Bogdánov del marxismo, calificándolo de «discípulo de Mach» (él mismo descrito como idealista), y consiguió su exclusión efectiva del partido en 1909. La influencia de Bogdánov no se reanudó hasta después de la Revolución de Octubre de 1917, cuando se convirtió en el principal teórico del Prolektut, una organización que reclamaba el papel de guardián exclusivo de la «cultura proletaria» en sus formas más completas, es decir, liberada de la «influencia burguesa». En los años siguientes, Bogdánov abandonó gradualmente la actividad política en favor de la actividad científica y médica.

### Leninismo

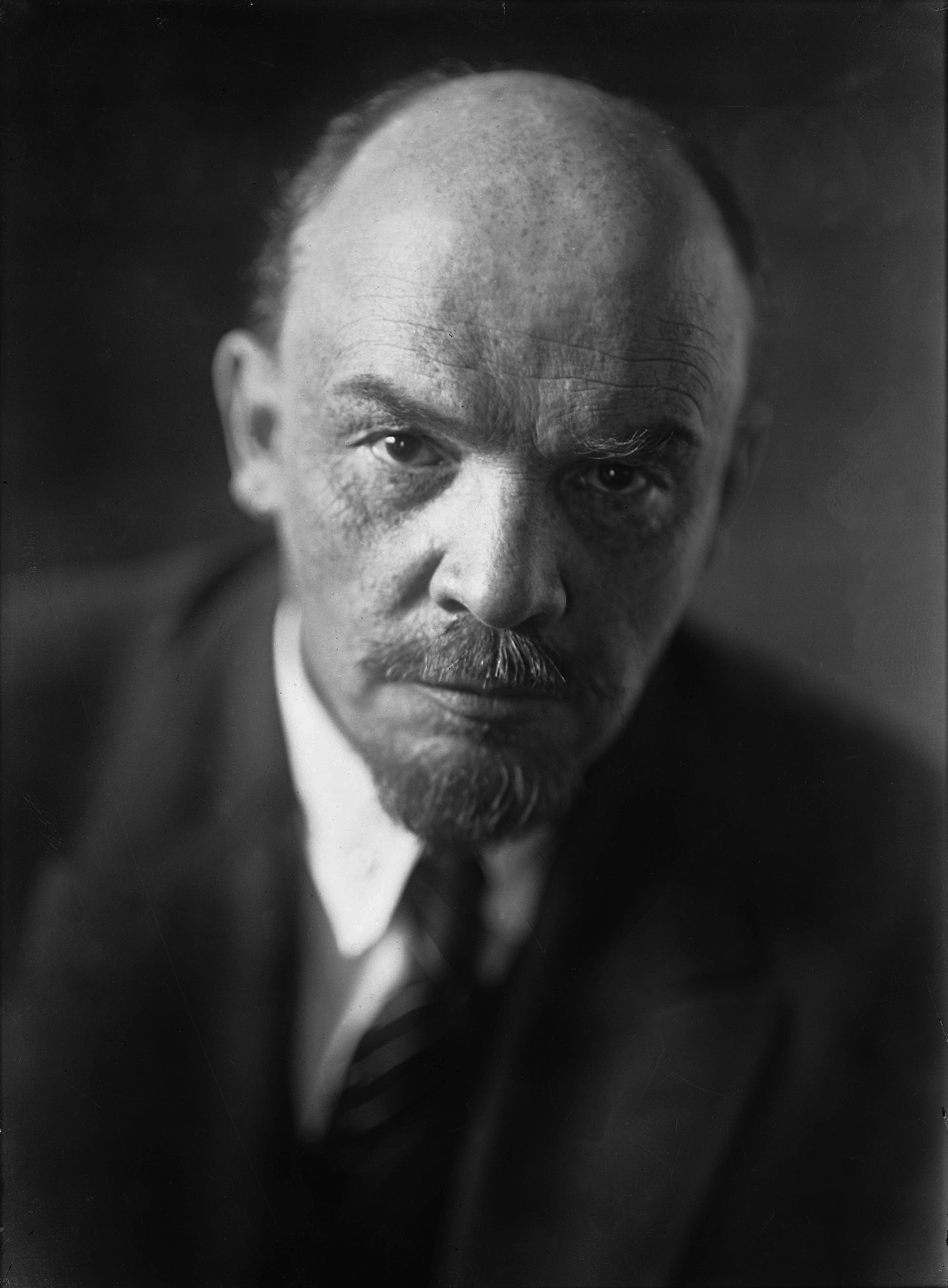
Vladímir Uliánov, conocido como «Lenin», en 1920. Para él, la tarea de la filosofía ya no consistía en «buscar la verdad», sino en «cambiar el mundo» en el sentido definido por el Partido.

Fue, en primer lugar, a partir de la obra de Plejánov (traducciones y divulgaciones del marxismo) que Lenin se formó en el marxismo. En 1909, en un contexto en el que debía competir, dentro de la corriente bolchevique, con la tendencia de Bogdánov, Lenin publicó la obra Materialismo y empiriocriticismo. En este libro, destinado a combatir con sus adversarios en el terreno de las ideas, expuso su visión del materialismo dialéctico y su teoría del conocimiento. Siguiendo los pasos de Plejánov, se opuso a la introducción de cualquier forma de pensamiento idealista en el marxismo, y concibió la dialéctica no como un principio a priori (a la manera de Hegel ), sino como una síntesis general del movimiento histórico y social resultante de su estudio empírico y su desarrollo teórico. También veía en la dialéctica un método que nos permitiría pensar tanto en la independencia de la realidad como en su relación con la mente (concebida a su vez como una función del cerebro) en el conocimiento. De las tres «leyes» de la dialéctica, Lenin sólo conservó una, que sin embargo consideraba fundamental: la del desdoblamiento de lo uno y la unidad de los opuestos. Atribuyó a la materia, principio de todas las cosas, las características mismas de la dialéctica: movimientos contradictorios y «saltos» (skatchki, rupturas de continuidad), que encontramos no sólo en la naturaleza, sino también en la transformación de la energía en consciencia, así como en la historia humana. La noción central de «salto» permitió a Lenin fundamentar a nivel ontológico la posibilidad de un cambio en la sociedad.
En Materialismo y empiriocriticismo, su única obra propiamente filosófica,  Lenin atacó particularmente el positivismo científico de Ernst Mach (llamado «empiriocriticismo» o «monismo neutral»), al que Bogdánov aludía en parte.  No realizó un análisis conceptual de sus tesis, pero intentó mostrar su incompatibilidad con las de Marx y Engels, así como su carácter «idealista» (en el sentido filosófico), asimilándolos a «ideas burguesas». Asumiendo su planteamiento, Lenin afirmó la necesidad del «espíritu de partido en la filosofía» . Este enfoque inmediatamente político de la filosofía implicó tener que elegir un bando —incluso en cuestiones aparentemente teóricas— entre la «derecha» e «izquierda». En el nivel epistemológico, que no está disociado del nivel político, la idea fundamental de Lenin fue la de la «teoría del reflejo», tomada de Engels: la representación en general es un reflejo de la realidad objetiva, y el pensamiento humano es capaz de dar «la verdad absoluta que no es más que la suma de verdades relativas» o parciales. Desde esta perspectiva, el desarrollo de las ciencias sólo puede confirmar el materialismo, y el «genio» de Marx fue haber aplicado el materialismo a las ciencias sociales. Por tanto, la tarea del «verdadero» filósofo es barrer «sin piedad, como basura», cualquier forma de idealismo, así como las nuevas tendencias en filosofía. Además, la tarea de la filosofía ya no consistiría en «buscar la verdad», ya establecida en el materialismo dialéctico, sino «cambiar el mundo» en el sentido definido por el Partido.
Al defender una filosofía marxista «fundida en un solo bloque de acero», al del materialismo dialéctico, Lenin trasladó al terreno filosófico su concepción de la razón política, basada en la separación en dos campos y en la estricta disciplina del campo revolucionario. El materialismo dialéctico así entendido fue  retomado y acentuado por Iósif Stalin, quien también impondrá su «leninismo» —adaptación y simplificación del pensamiento marxista de Lenin— y luego la ortodoxia «marxista-leninista», que coincidirá durante mucho tiempo con el estalinismo. Lenin, al igual que Stalin, estaba convencido de que sólo un partido de «revolucionarios profesionales» convencidos de encarnar «la Idea» (en el sentido hegeliano) de la clase obrera podía animar y agitar a las masas como levadura e infundirles dinamismo revolucionario. Básicamente «voluntarista», estimaba que «la idea del determinismo histórico no disminuye en modo alguno el papel de la persona en la historia». En este punto, Lenin parecía estar de acuerdo con la corriente personalista (introducida en Rusia por los neoleibnizianos), que afirmaba como él la libertad de iniciativa del individuo, pero sólo como «ser político». Este papel de iniciador concedido a la personalidad política fue uno de los fundamentos de su filosofía y pasará, según Alexandre Papadopoulo, a toda la filosofía soviética, dando lugar, como «deformación», al culto a la personalidad. Nikolái Berdiáyev nombró esta concepción voluntarista de la personalidad política en la historia como  «titanismo».

### El «marxismo-leninismo» de Stalin

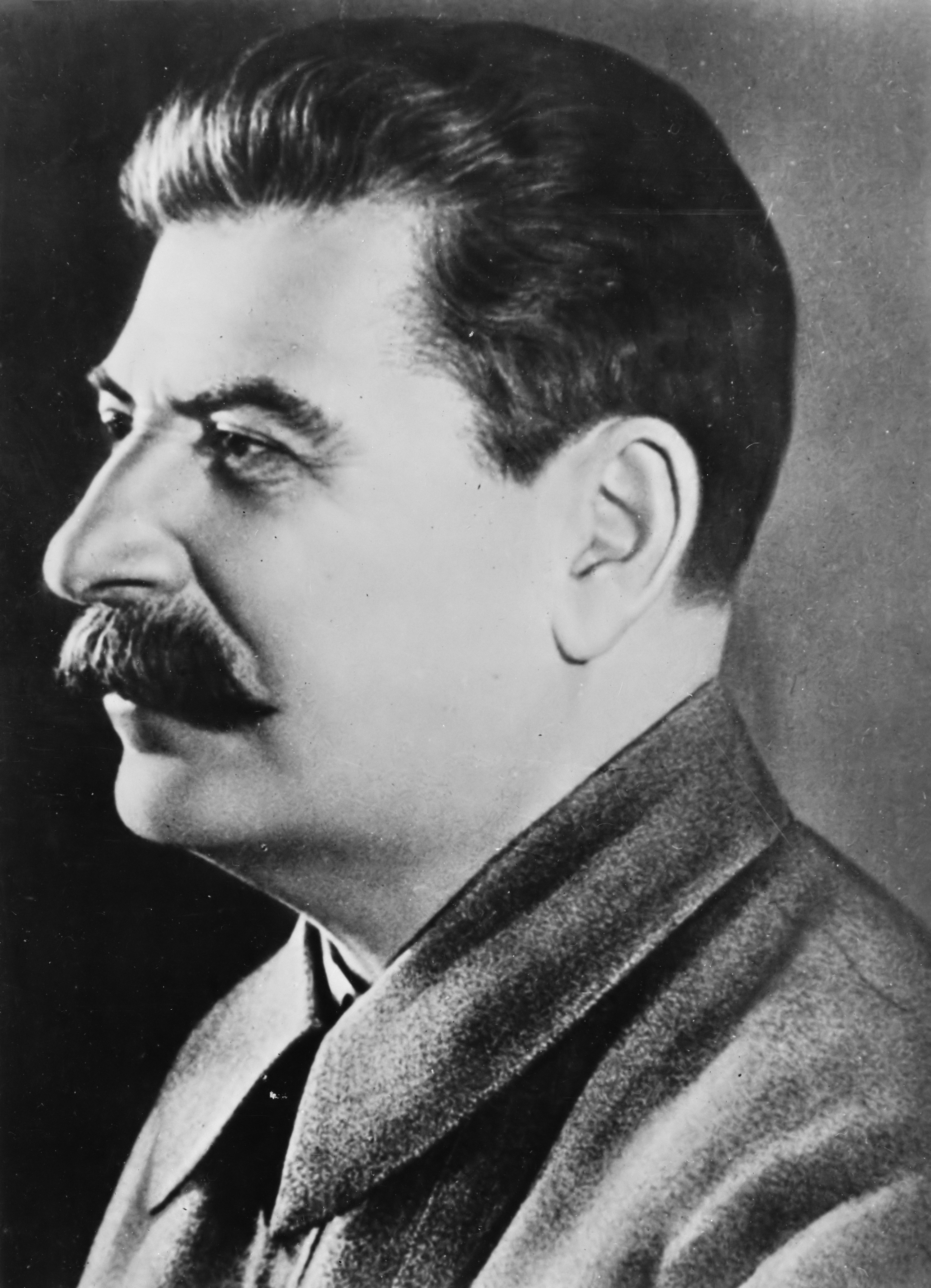
Retrato fotográfico de Iósif Stalin (Iósif Dzhugashvili) en 1942. Stalin logró imponer su versión del «materialismo dialéctico» dentro del propio marxismo, que pasó a denominarse «marxismo-leninismo».

Aunque la expresión «marxismo-leninismo» apareció a finales de la década de 1920 y, por tanto, es anterior a los primeros escritos oficiales de Stalin, fue el dictador soviético quien la popularizó. La utilizó por primera vez en 1937 en su folleto titulado Materialismo dialéctico y materialismo histórico, donde hablaba del «partido marxista-leninista». Stalin siempre tuvo cuidado en sus escritos, de referirse siempre a Lenin, de quien se presentaba como un discípulo respetuoso, al tiempo que simplificaba su pensamiento y lo adaptaba a las circunstancias. Su única innovación teórica fue la introducción del concepto de socialismo en un solo país: tomando nota de la ausencia, en los países capitalistas desarrollados, de un movimiento revolucionario que pueda apoyar al régimen soviético, Stalin recomendaba no renunciar a la revolución mundial, sino posponerla para más tarde y concentrarse ante todo en la consolidación de logros revolucionarios sólo en la URSS. Esto era, pues, diametralmente opuesto al concepto de revolución permanente enunciado por Trotski, que daba prioridad a la extensión global de la revolución. Para legitimar su posición, Stalin utilizó el término «leninismo» como sinónimo y sustituto del estalinismo así entendido, pero este término fue progresivamente sustituido en su uso por el de marxismo-leninismo, que designaba precisamente la ortodoxia del leninismo de Stalin.
El materialismo dialéctico, que se había convertido en una filosofía obligatoria para todos los comunistas, fue considerado bajo Stalin como una doctrina a la que las propias ciencias estaban subordinadas. El método «Marx, Engels, Lenin, Stalin», enseñado en las universidades soviéticas, fue declarado el «único método científico existente». En torno a Stalin se desarrolló un culto a la personalidad que lo convirtió en un líder infalible, adornado con todas las virtudes y todas las habilidades, tanto en las artes como en las ciencias. El marxismo-leninismo establecido por él formaba la unidad general. El historiador Nicholas Riasanovski destaca que, además de su carácter de «pseudociencia», el marxismo-leninismo constituye también en este contexto una «pseudo-religión», al presentarse como una explicación totalizadora de la realidad, y que se atribuye la competencia de afirmar, en la práctica, lo que es el bien y lo que es el mal, a partir de una representación maniquea del mundo. En esta visión de tipo religioso, el proletariado desempeñaba el papel de mesías, a la vez víctima y vencedor, la sociedad sin clases ocupaba el lugar del paraíso, el Partido reemplazaba a la Iglesia, mientras que las obras de Marx, Engels, Lenin y, hasta cierto tiempo las de Stalin, servían como Sagradas Escrituras. El marxismo-leninismo en Rusia también se considera a veces como una nueva religión ortodoxa que reanudaría en forma secular e « ideocrática» las aspiraciones sociales y teocráticas de los pensadores religiosos ortodoxos.
En un registro más estrictamente filosófico, Alexandre Papadopoulo vincula la doctrina de Stalin a la concepción hegeliana del papel del Estado en la historia. Para Hegel, «el poder del Estado, que se conoce a sí mismo, debe tener el coraje de comportarse de manera tiránica en casos de necesidad, cuando la existencia del Todo está comprometida», además de que Hegel tampoco concede mucho valor al individuo. Para él, el individuo es incluso un obstáculo para el Estado, que es el único que encarna el Espíritu. Por otro lado, el «gran hombre» tiene ante él un estatus privilegiado, porque es a través de él que el Estado toma consciencia de sí mismo y se realiza. Para Hegel, el gran hombre tiene un carácter excepcional «que hace que otros lo llamen su Maestro»; sólo cuenta su voluntad, llegando Hegel a afirmar que si otros le obedecen en contra de su voluntad, es porque su voluntad es su verdadera voluntad. Del mismo modo, el individuo común y corriente y su voluntad particular no cuentan en la perspectiva estalinista. La personalidad histórica ciertamente tiene un gran valor en el sentido de que puede modificar el curso de los acontecimientos, pero la persona como tal no posee ningún estatus ontológico que la convierta en un ser de valor propio que deba ser preservado por sí mismo. En este sentido, el hombre es percibido como un «titán», un gigante capaz de cambiar la historia e incluso transformar la naturaleza, y, por otro lado, como una «hormiga», una parte insignificante de la totalidad de la sociedad y del objetivo perseguido.

## Emigrantes rusos después de la revolución de 1917
Tras la Revolución de Octubre de 1917, Rusia se convirtió en el primer país socialista, en el sentido marxista, de la historia. Después de eso, entró en una guerra civil que duró más de cinco años. Estos acontecimientos desencadenaron una primera ola de emigración de intelectuales rusos a Occidente. En 1922, justo antes de la creación de la URSS, Lenin decidió expulsar en barco, en lugar de ejecutar, a varios centenares de miembros de la intelligentsia opuesta al poder bolchevique, y entre ellos, a la gran mayoría de los filósofos de la religión (los llamados «barcos de los filósofos»). La generación de la Edad de Plata, como sustrato de la cultura filosófica, fue así destruida, pero constituyó en Europa occidental, y particularmente en Francia, una especie de diáspora intelectual.

### Los espiritistas ortodoxos

#### Serguéi Bulgákov
Fue durante su exilio en París a partir de 1922 cuando el teólogo ortodoxo Serguéi Bulgákov desarrolló la mayor parte de su obra. Desarrolló una original «sofiología» dogmática, que se inspiraba tanto en la tradición de la Iglesia oriental como en cuestiones de las filosóficas de Occidente. Su problema central fue el de la mediación espiritual entre Dios y su creación, a través de la Sofía. Bulgákov deseaba continuar la empresa de adaptar la teoría de las Ideas de Platón a la visión cristiana del mundo iniciada por los Padres de la Iglesia oriental (Atanasio, Gregorio Nacianceno, etc.) y luego retomada en Rusia por Vladímir Soloviov. Bulgákov identificaba a la Sofía con el mundo de las Ideas ubicado en la Inteligencia divina y que contiene los arquetipos de las criaturas de todas las especies, así como las leyes del Universo. La idea del Universo, del Cosmos, es «una» en Dios, pero contiene toda la multiplicidad de Ideas que constituyen el orden cósmico. En la Inteligencia divina, el mundo sería eterno, increado, incluso si la creación ocurrió en un momento dado según la voluntad divina. A partir de este momento original, las Ideas, que constituyen la estructura del universo, comenzaron a existir materialmente.
Según la doctrina sofiológica de Bulgákov, el mundo de las Ideas es trascendente en Dios y sin división, pero es inmanente al mundo desde el comienzo de la creación donde se revela en gran diversidad. También es inmanente para nosotros, porque podemos encontrarlos en nosotros mismos. Esta concepción llevó a Bulgákov a construir una teoría de la doble Sofía, una trascendente y verdaderamente divina y la otra inmanente a la creación. Esta teoría fue esbozada en 1917 en Luz sin ocaso, luego desarrollada en Agnus Dei (1933), La sabiduría de Dios (1937), La novia del cordero (1939), y El Paráclito (1936). Para Bulgákov, la tarea de la humanidad consistía en «transfiguración sofiánica» del mundo, es decir, en la restitución del estado original de naturaleza. Describía su posición como «materialismo religioso» o «panenteísmo»: el mundo pertenece a Dios, ya que nada puede estar fuera de Dios como algo ajeno a él. De hecho, es en Dios donde el mundo encuentra el fundamento de su realidad, pero también su fin, y es la Sofía quien realiza esta relación en la creación y la transfiguración.

#### Nikolai Loski

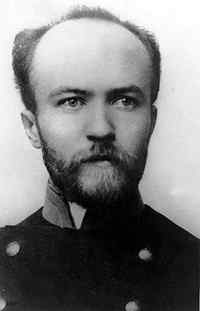
Nikolái Loski hacia 1900. Desarrolló la idea de un «criterio psicológico» de la verdad, ligado al sentimiento.

Exiliado en Praga en 1922 y luego en París, el filósofo Nikolái Loski ejerció una importante influencia en la filosofía religiosa contemporánea, tanto directa como indirectamente a través de su hijo, el teólogo Vladímir Loski. Intentó conciliar el dogma cristiano de la creación del mundo con las teorías de las ciencias naturales, inspirándose en particular en Leibniz. A diferencia de los defensores de la sofiología, como Soloviov o Bulgákov, enfatizó repetidamente que entre Dios y el mundo existía un «abismo» ontológico. El mundo no era una emanación de Dios sino el resultado de su acto creador y del desarrollo de los «agentes sustanciales» que él creó. Estas sustancias activas son comparables a las mónadas de Leibniz, con la notable diferencia de que en lugar de ser independientes y cerradas sobre sí mismas, ejercen una acción entre sí, que se expresa por su atracción o su repulsión. Los agentes sustanciales serían responsables de todos los procesos que tienen lugar en el mundo, como el movimiento, el desarrollo de los organismos, los procesos de percepción y pensamiento. Para Loski, como para su contemporáneo Whitehead, toda realidad «se compone de innumerables agentes sustanciales y de eventos creados por ellos».
Nikolái Loski desarrolló una original teoría del conocimiento que, según él, permite resolver el problema de las percepciones o sensaciones. Al tiempo que les priva el papel de fuente única de conocimiento otorgado por los empiristas,  confirma su carácter objetivo. Con las sensaciones, el objeto sería captado por intuición inmediata «en el original», y no mediatamente a través de la maquinaria psicofísica de los procesos sensoriales y cognitivos. Loski describió como «transsubjetivas» a las cualidades sensibles como los colores, los sonidos, el calor, porque pertenecen a los objetos mismos del mundo exterior. Esta concepción se opuso a las teorías causales de la percepción, según las cuales el efecto del entorno sobre los órganos sensoriales es la «causa» que produce el contenido de la percepción. En su opinión, estas teorías «subjetivizan» o  «psicologizan» erróneamente las cualidades sensibles.
Loski distinguió tres tipos de intuición capaces de producir una verdad objetiva y, por tanto, de ponernos en contacto directo con la realidad:
1. la intuición sensible, relacionada al mismo tiempo con los estados psíquicos del sujeto y con los estados corporales del mundo circundante;
2. la intuición intelectual, relacionada con los fundamentos ideales, los principios y las leyes del ser;
3. la intuición mística, relacionada con las «esferas» metalógicas del ser, es decir, sobre Dios.

También desarrolló la idea de un «criterio psicológico» de verdad, que consistía en el sentimiento particular de objetividad y de coacción que emana del objeto y de las conexiones que lo constituyen. El sentimiento opuesto de subjetividad significaba que el sujeto se desviaba hacia una concepción o una creencia que él mismo producía. En cuanto al «criterio supremo» de la verdad, consistía en «la presencia del objeto a conocer en el conocimiento, [en] la certificación que da de sí mismo». La idea de que el ser está en sí mismo presente en la esfera del conocimiento al tiempo que posee primacía sobre ella, que es independiente de la consciencia del sujeto y al mismo tiempo inherente al conocimiento, se define en el pensamiento ruso con el término ontologismo. Entendido en un sentido religioso, el ontologismo es, según Teresa Obolevitch, un rasgo característico de la filosofía rusa. Permite integrar la experiencia religiosa dentro del conocimiento filosófico, como hizo Loski, sin tener que justificar su veracidad, y constituir así un «conocimiento integral» que abarcac la dimensión moral de la existencia.

### Los existencialistas religiosos

#### Nikolái Berdiáyev
Pensador de la primera mitad del siglo XX, Nikolái Berdiáyev se convirtió, tras su salida de Rusia en 1922, en el filósofo ruso más conocido en Occidente. Se le considera sobre todo un representante del espíritu ortodoxo, aunque interpreta el cristianismo de forma original. Estableció numerosos contactos con los más grandes pensadores europeos de su tiempo, como Martin Heidegger, Emmanuel Mounier y Jean-Paul Sartre. Su pensamiento es considerado una de las cumbres del existencialismo cristiano. No concede primacía al ser o a la esencia, sino a la existencia personal y a la libertad. Para Berdiáyev, fue a partir de la libertad, concebida como irracional, que Dios creó al hombre como persona libre. Él vio en ella la fuente tanto del bien como del mal. El mal sería la libertad vuelta contra sí misma. Surgiría de la esclavitud del hombre a los productos de su actividad, de las necesidades sociales e intelectuales que constriñen su acción y su pensamiento. Berdiáyev se oponía a las concepciones deterministas y objetivantes del hombre y del mundo, que asociaba con el racionalismo, y que denunciaba como liberticidas y mortificantes. También criticó enérgicamente el   «espíritu burgués», la «cultura de masas» y el «conformismo razonable»  característicos de las sociedades occidentales modernas, que en su opinión privaban al individuo de su verdadera personalidad, marcada por la libertad, la subjetividad y la creatividad.
A los ojos de Berdiáyev, el mundo objetivo era un mundo ilusorio, sin consistencia (acosmismo), y la razón, que tiende a convertir todo en objeto, privaba al hombre de su dimensión existencial. A consecuencia del daño que le infligió el pecado original al entrar en el mundo, que le llevó a su caída, el hombre se encontraría esclavizado a las condiciones del espacio, del tiempo y de la causalidad. Sufre así una alienación del exterior, una exteriorización, es decir, una objetivación.  Esto provoca una ruptura entre el objeto y el sujeto, y la individualidad, ajena por definición a la repetición, se ve absorbida en lo universal, en lo «indiferente» y en la necesidad. Al proceso de objetivación entendido como un movimiento orientado hacia el exterior, Berdiáyev opuso la «insurrección espiritual» o «expresividad» acto artístico y creativo entendido como movimientos interiores del sujeto. Subraya el gran valor de la crítica de Heidegger a la tendencia a reducir al individuo al promedio, a nivelarlo bajo el reinado de la mediocridad, a diluirlo en la cultura de masas (el Hombre o el «Nosotros» en Heidegger). Sin embargo, a diferencia de él, su visión del mundo no era nostálgica ni pesimista sino progresista y optimista. El mundo encontraba su significado positivo en el fin del ser objetivo, en la victoria del hombre sobre la objetivación.
La filosofía existencial de Berdiáyev se opuso a todos los intentos de los filósofos de construir una ontología. Ésta siempre quedaría atrapada en las redes de la racionalización y la objetivación. Berdiáyev, oponiéndose así tanto a Heidegger como a Hegel, consideraba que es en la libertad donde el ser mismo encuentra su fuente. En este punto compartía la opinión del místico alemán del siglo XVII Jakob Böhme, para quien la libertad precede al ser. La libertad, en efecto, provendría del «abismo» (Abgrund) que es la «nada», un ojo insondable al mismo tiempo que «voluntad sin fondo», un deseo sin orientación predeterminada. Tanto para Berdiáyv como para Böhme, la nada y la libertad son anteriores a Dios mismo y fuera de él; constituyen, por así decirlo, el «material de construcción» que Dios utilizó para crear el mundo y al hombre. La idea de que la libertad hunde sus raíces en la nada es lo que le dio a Berdiáyev los medios para resolver el problema de la creación y la aparición de la novedad.  El acto creativo trae a la existencia lo que aún no existía en el mundo mediante una creación libre a partir de la nada, mientras que el ser, esclavizado a la objetivación, se ve privado de la posibilidad de una verdadera creación y sólo es capaz de redistribuir lo que constituye la materia del pasado.

#### Lev Shestov

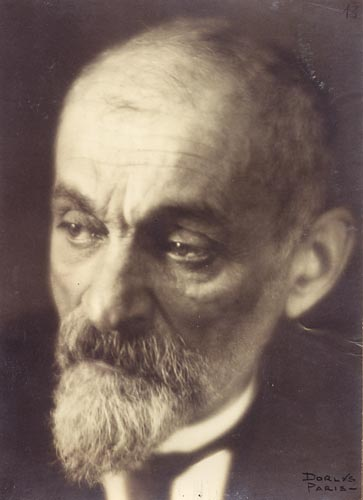
Para Lev Shestov, aquí en 1927, la «filosofía debe ser una locura, como toda nuestra existencia».

De origen judío, Lev Shestov ocupa un lugar especial en la filosofía religiosa rusa de la primera mitad del siglo XX. Mientras que la filosofía anterior, incluida la filosofía religiosa, aspiraba según él a una reflexión racional y sistemática sobre los diferentes aspectos del mundo, Shestov reivindica una expresión directa, viva y dialéctica de la existencia. Su filosofía tenía un carácter conscientemente asistémico e irracional. Sus principales referentes eran la Biblia, en particular el Antiguo Testamento, los místicos de la Edad Media, Lutero, Pascal, Nietzsche, Kierkegaard y escritores y poetas como Shakespeare o Dostoyevski. Entre los pensadores rusos de la Edad de Plata, Shestov fue quien más se alejó de la tradición filosófica inaugurada por Vladímir Soloviov, una tradición que habría obligado a la religión, es decir a la verdad revelada, a justificarse ante el juicio de los hombres. A diferencia de Soloviov, que vinculaba la filosofía a la Sofía («Sabiduría Divina») y a su razón, Shestov creía que la «filosofía debe ser una locura, como toda nuestra existencia». Él veía en el acontecimiento anterior al pecado original, que provocó la caída del hombre, la fuente del conocimiento racional. El consumo indebido del fruto del árbol del conocimiento determinó  para él toda la historia del pensamiento humano, que es la de la esclavitud a la razón, la sumisión a las limitaciones de la lógica y la renuncia a la libertad, a la existencia en su sinsentido, de lo misterioso y de lo creativo.
Según su contemporáneo Nikolái Loski, fue su ideal irrealizable de conocimiento «supralógico» absoluto lo que está en la raíz del antiracionalismo expresado por Shestov en toda su obra. Ya en La apoteosis del desarraigo, obra publicada en 1905, Shestov promovió, desde una perspectiva escéptica radical, una actitud «que se niega a construir una visión del mundo», rechazando los valores comúnmente aceptados, así como los «palacios de cristal» soñados por quienes creen en el progreso de la razón. En Atenas y Jerusalén, obra escrita en los años 1930 durante el último período de su vida, Shestov contrastó el pensamiento racional, que se remonta a la filosofía griega, a la aprehensión bíblica irracional del mundo que desmiente el principio mismo de contradicción. De hecho, la religión era para él un misterio que no puede ser captado por la lógica. Debemos lanzarnos a este misterio, dejar la «tierra firme  conocimiento racional para incursionar en el «abismo» (Bespotchvennost) de lo desconocido, y así redescubrir la «libertad creativa» de antes de la caída original. La Caída, según Shestov, consistió precisamente en el hecho de renunciar a la libertad, obedeciendo a los principios eternos de la razón, a las leyes firmes de la lógica y, por tanto, a la necesidad.
Según Daniel Epstein, el pensamiento de Lev Shestov es una forma de misología. Para Alexandre Papadopoulo, su antirracionalismo llega incluso a adquirir un aspecto patológico. La idea de que dos por dos son cuatro o de que un acontecimiento del pasado tuvo lugar definitivamente, constituye para Shestov el «muro» contra el que choca la libertad y que debe ser destruido, porque la evidencia racional nos priva de nuestra libertad para someternos a su necesidad. Fue, pues, Shestov un enérgico crítico de los métodos de la ciencia, pero también de la ética racional y la teología. La libertad creativa implicaba para él, además del rechazo sistemático de la razón, la aceptación incondicional del misterio. Sin embargo, el irracionalismo y el sentido del misterio no le parecían suficientes como baluartes contra la razón y su evidencia restrictiva. El racionalismo tenía que ser contrarrestado con un poder aún mayor: la religión, la fe en un misterio sobrenatural al que sólo la revelación bíblica  permite acercarse. La fe se había vuelto para Shestov «una nueva dimensión de pensamiento, abriendo el camino hacia el Creador», «un gran e incluso el más grande de los dones de Dios, que no se puede comparar con nada más».

#### Semión Frank
Filósofo religioso de gran talla, Semión Frank, es considerado por Vasili Zenkovski como «el más notable de los filósofos rusos». En su opinión, su obra constituye incluso «la cima de la evolución de la filosofía rusa».  Después de su exilio forzado de Rusia (en Berlín, París y luego Londres), Semión Frank se encontró en el centro de todos los acontecimientos importantes de la vida intelectual de la primera mitad del siglo XX. En Europa fue testigo y, en cierta medida, creador de varias corrientes filosóficas nuevas. Se interesó  por el pragmatismo, el neokantismo, la fenomenología, así como por autores como Bergson, Whitehead, Buber y Heidegger. Su principal referente, sin embargo, no fue contemporáneo sino medieval, ya que se mantuvo fiel al pensamiento de Nicolás de Cusa, teólogo del siglo XV, destacando como él el carácter antinómico o contradictorio del conocimiento de Dios. De origen  judío pero convertido al cristianismo ortodoxo, Frank se fijó como objetivo fundamentar de modo filosófico las verdades de la religión y conciliar el conocimiento (incluido el científico) con la fe. Para ello construyó una filosofía de  «la unitotalidad» que difería significativamente de la de Vladímir Soloviov por su carácter «metalógico», irracionalista («transracional») y existencial.
Basándose en la noción cristiana de misterio, Semión Frank está convencido de que la única manera de entender a Dios es la docta ignorantia —la ignorancia aprendida tal como la define Nicolás de Cusa—. Consideraba que Sócrates declaró «sólo sé que no se nada» como el precursor de esta actitud donde la mente toma conciencia de sus propios límites. Señalaba que todos los «místicos que hacen filosofía», empezando por Nicolás de Cusa, han intentado expresar la inconcebibilidad de la realidad divina para convertirla en el conocimiento último o más fundamental. La ignorancia aprendida de Frank no refleja necesariamente un enfoque agnóstico; no significa que no sepamos absolutamente nada acerca de Dios, sino que Dios es una realidad metalógica. Se trata de afirmar la absoluta trascendencia cognoscitiva de Dios, cuyo ser escapa a los conceptos limitantes que la razón nos permite formar. Por lo tanto, no es la razón sino la intuición metalógica la que, para Frank, es la más capaz de llevarnos a la esfera de lo divino. Esta esfera, aunque inconcebible, es la fuente misma de nuestro conocimiento, la realidad como tal, y coincide en su contenido y su extensión con la realidad más familiar:
«Lo inconcebible por naturaleza no está yace […] en algún lugar lejano o en un lugar que esté oculto a nosotros. […] Por el contrario, está presente en la plena consciencia de la realidad con una obviedad última y absoluta, siempre que tengamos ojos para percibirlo. Lo más familiar, lo que nos rodea y nos penetra por todos lados, aquello en lo que vivimos, nos movemos y somos —la realidad como tal— coincide con lo inconcebible. Y todo lo que es concebible e inteligible, todo lo que puede ser aprehendido mediante conceptos, está enraizado en él y sólo tiene sentido en relación con él».

### Artículos
- Guseinov, Abdousalam (2008). «La philosophie en Russie». Diogène (Paris: Presses Universitaires de France). 2008/2 (222): 5-31.
- Van Der Zweerde, Evert (2008). «La place de la philosophie russe dans l'histoire philosophique mondiale». Diogène (Paris: Presses Universitaires de France). 2008/3 (223): 115-137.

### Monografías
- Berdiaev, Nicolas (1969). L'Idée russe (H. Arjakovsky, trad.). Tours: Maison Mame.
- Berlin, Isaiah (1984). Les penseurs russes. Paris: Albin Michel..
- Colas, Dominique (1987). Lénine et le léninisme. Paris: Presses universitaires de France.
- Heller, Michel (2015). «Naissance des idéologies». Histoire de la Russie et de son empire. Paris: Perrin. p. 1064-& suiv.
- Hepner, Benoît (1950). Bakounine et la panslavisme révolutionnaire. Paris: Marcel Rivière.
- Jeu, Bernard (1969). La philosophie soviétique et l'Occident. Paris: Mercure de France.
- Koyré, Alexandre (1950). Études sur l'histoire de la pensée philosophique en Russie. Paris: Vrin.
- Koyré, Alexandre (1976). La philosophie et le problème national en Russie. Paris: Gallimard.
- Losski, Nicolas O. (1954). Histoire de la philosophie russe. Paris: Payot.
- Obolevitch, Teresa (2014). La philosophie religieuse russe (M. Gawron-Zaborska, trad.). Paris: Le Cerf.
- Papadopoulo, Alexandre (1995). Introduction à la philosophie russe. Paris: Seuil.
- Pascal, Pierre (2010). Les grands courants de la pensée russe. lausanne: L'Âge d'homme.
- Planty-Bonjour, Guy (1974). Hegel et la pensée philosophique en Russie. La Haye: Springer.
- Ventury, Franco (1972). Les intellectuels, le peuple et la révolution. Paris: Gallimard.
- (en inglés) Young, George M. (2012). The Russian Cosmists. Oxford/New York: Oxford University Press.
- Zapata, René (1988). La philosophie russe et soviétique. Que sais-je?. Paris: Presses Universitaires de France.
- Zenkovsky, Basile (1953). Histoire de la philosophie russe (C. Andronikov, trad.). Paris: Gallimard.
- Zenkovsky, Basile (1955). Histoire de la philosophie russe (C. Andronikov, trad.). Paris: Gallimard.

### Textos selectos
- Bannour, Wanda (1974). Les Nihilistes russes. Paris: Aubier Montaigne.

### Diccionarios y enciclopedias
- Bensussan, Gérard (1985). Dictionnaire critique du marxisme. Paris: Presses universitaires de France.
- Courtois, Stéphane (2007). Dictionnaire du communisme. Paris: Larousse.
- Lesourd, Françoise (2010). Dictionnaire de la philosophie russe. Lausanne: L'Âge d'homme.

- Datos: Q1102336